# Synagoga Kupa w Krakowie

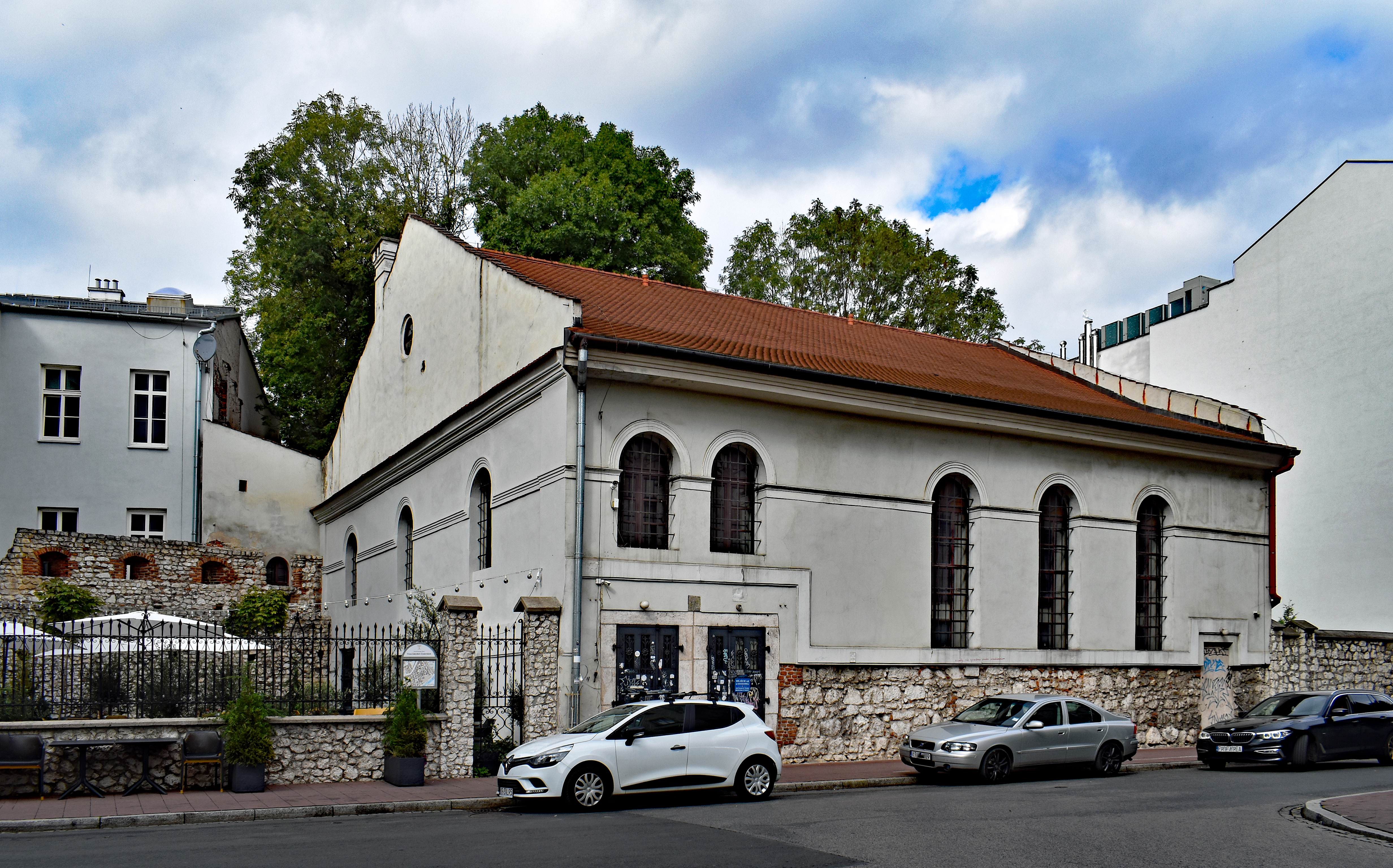
Synagoga od strony ulicy Warszauera

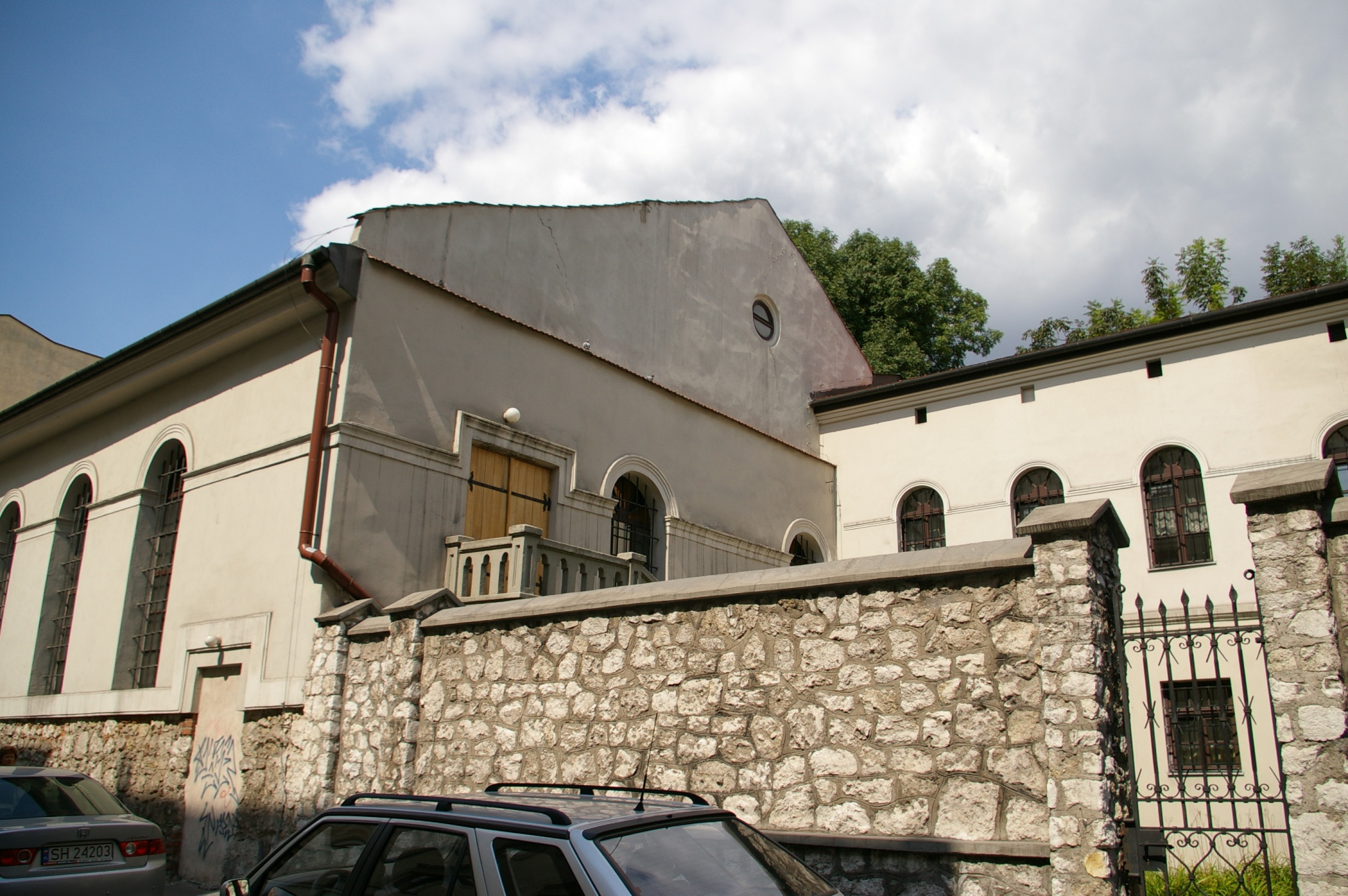
Widok na ścianę wschodnią oraz budynek przyłączony do synagogi

Synagoga Kupa – synagoga znajdująca się w Krakowie, w dzielnicy I Stare Miasto przy ulicy Miodowej 27 (adres także ul. Warszauera 8), na Kazimierzu. Jest ostatnią synagogą powstałą w okresie istnienia miasta żydowskiego.
Zwana również była Szpitalną, ze względu na swoje bliskie sąsiedztwo z dawnym szpitalem żydowskim oraz Ubogich, ponieważ modlili się w niej najbiedniejsi członkowie gminy żydowskiej.

## Historia
Synagoga została zbudowana w XVII w., pomiędzy 1635 a 1643, z funduszy pochodzących z datków rzemieślników i drobnych kupców (kupat-cdaka to po hebrajsku puszka ofiarna, stąd nazwa). W 1643 budowa została wsparta kwotą 200 złotych przez cech złotników, dzięki którym została ukończona w tym samym roku.
Północną ścianę synagogi stanowi średniowieczny mur obronny Kazimierza. Jej pierwotny poziom był obniżony o około 80 centymetrów w stosunku do obecnego poziomu posadzki, przez co była w całości schowana za murem i pomiędzy sąsiadującymi budynkami.
W XVIII w., gdy mury obronne przestały spełniać swoje zadania, przeprowadzono gruntowną przebudowę bożnicy – przekuto nowe okna od strony północnej, podniesiono mury budynku, a główną salę modlitewną przykryto drewnianym sklepieniem beczkowym. W związku z budową dzisiejszej ulicy Miodowej powstał średnich rozmiarów ogród. W latach 1830–1834 dobudowano piętrową oficynę, mieszczącą przedsionek, sanitariaty, a na piętrze babiniec oraz mieszkania dla ubogich rzemieślników. W 1861 dobudowano skrzydło zachodnie. Pod koniec XIX wieku doszło do połączenia synagogi z budynkiem znajdującej się po wschodniej stronie bożnicy. Ulokowano w niej m.in. modlitewnię Bractwa Ner Tamid.
Na początku XX wieku odsłonięto fragmenty średniowiecznego muru obronnego, który można obecnie oglądać od strony ulicy Kupa. W okresie międzywojennym w synagodze przeprowadzono szereg prac konserwatorskich oraz estetyzujących. Wewnątrz na suficie powstały nowe malowidła, a ogród otoczono kutym płotem. Podczas II wojny światowej hitlerowcy zdewastowali wnętrze synagogi. Bezpowrotnie zniszczono bimę, pulpit kantora ze schodkami oraz ruchomy sprzęt liturgiczny.
Po zakończeniu wojny w synagodze przez kilka lat ponownie odbywały się nabożeństwa, a w oficynie północno-zachodniej mieszkali żydowscy repatrianci z ZSRR. 11 sierpnia 1945 synagoga została splądrowana podczas antyżydowskich zamieszek na Kazimierzu. Następnego dnia wnętrze synagogi zostało podpalone, ale pożar udało się ugasić. W latach 1946–1947 znajdowała się w niej wytwórnia macy, a do śmierci rzezaka Abrahama Lesmana w 1985, funkcjonowała w jednym z pomieszczeń synagogi rytualna ubojnia drobiu.
W 1951 bożnicę przejęła spółdzielnia inwalidzka z przeznaczeniem jej na magazyny oraz zakład produkujący obuwie. Użytkowała ją do 1991. Obecnie synagoga jest w posiadaniu Gminy Wyznaniowej Żydowskiej w Krakowie, która w 1995 roku rozpoczęła jej remont.
Na przełomie 2000 i 2002 roku przeprowadzono rozległe prace konserwatorskie pod kierownictwem Józefa Furdyny, mające na celu przywrócenie synagodze jej dawnego wyglądu. We wnętrzu gruntownie odnowiono Aron ha-kodesz oraz znajdujące się na ścianach i suficie polichromie. Prace nad renowacją pochłonęły około 5 milionów złotych, z których 4,25 miliona przekazał Społeczny Komitet Odnowy Zabytków Krakowa. 29 kwietnia 2008 roku synagogę odwiedził książę Karol Mountbatten-Windsor z małżonką Camillą, gdzie spotkali się z przedstawicielami polskiej społeczności żydowskiej.
Obecnie synagoga służy jako miejsce spotkań, koncertów, wystaw, odczytów, szczególnie podczas Festiwalu Kultury Żydowskiej – stała się główną synagogą krakowskiej Gminy. W galeriach dla kobiet znajdują się korytarze domu gościnnego Gminy Wyznaniowej Żydowskiej w Krakowie.

## Architektura
Murowany budynek synagogi wzniesiono na planie prostokąta w stylu barokowym. Jedynym zewnętrznym elementem wskazującym na jej sakralny charakter są wysokie, półokrągło zakończone okna. Całość jest przykryta dachem dwuspadowym. Wewnątrz w centralnej części znajduje się kwadratowa sala modlitewna, do której wchodzi się przez małą przybudówkę znajdującą się na ścianie północnej. W zachodniej części znajduje się przedsionek, nad którym na piętrze znajduje się babiniec otwarty na salę główną trzema zakratowanymi otworami.
Na drewnianym stropie głównej sali modlitewnej znajdują się pochodzące z 1925 roku malowidła przedstawiające: od strony północnej panoramę Jerozolimy oraz potop, od strony południowej Tyberiadę i dąb Mamre, od strony wschodniej Jaffę i Ścianę Płaczu oraz od strony zachodniej panoramę Hebronu i Hajfy. Całe malowidło o licznych motywach geometrycznych okalają instrumenty muzyczne. Pod obecną warstwą polichromii znajdują się cztery fragmenty innych warstw malowideł pochodzących z XVII, XVIII oraz XIX wieku.

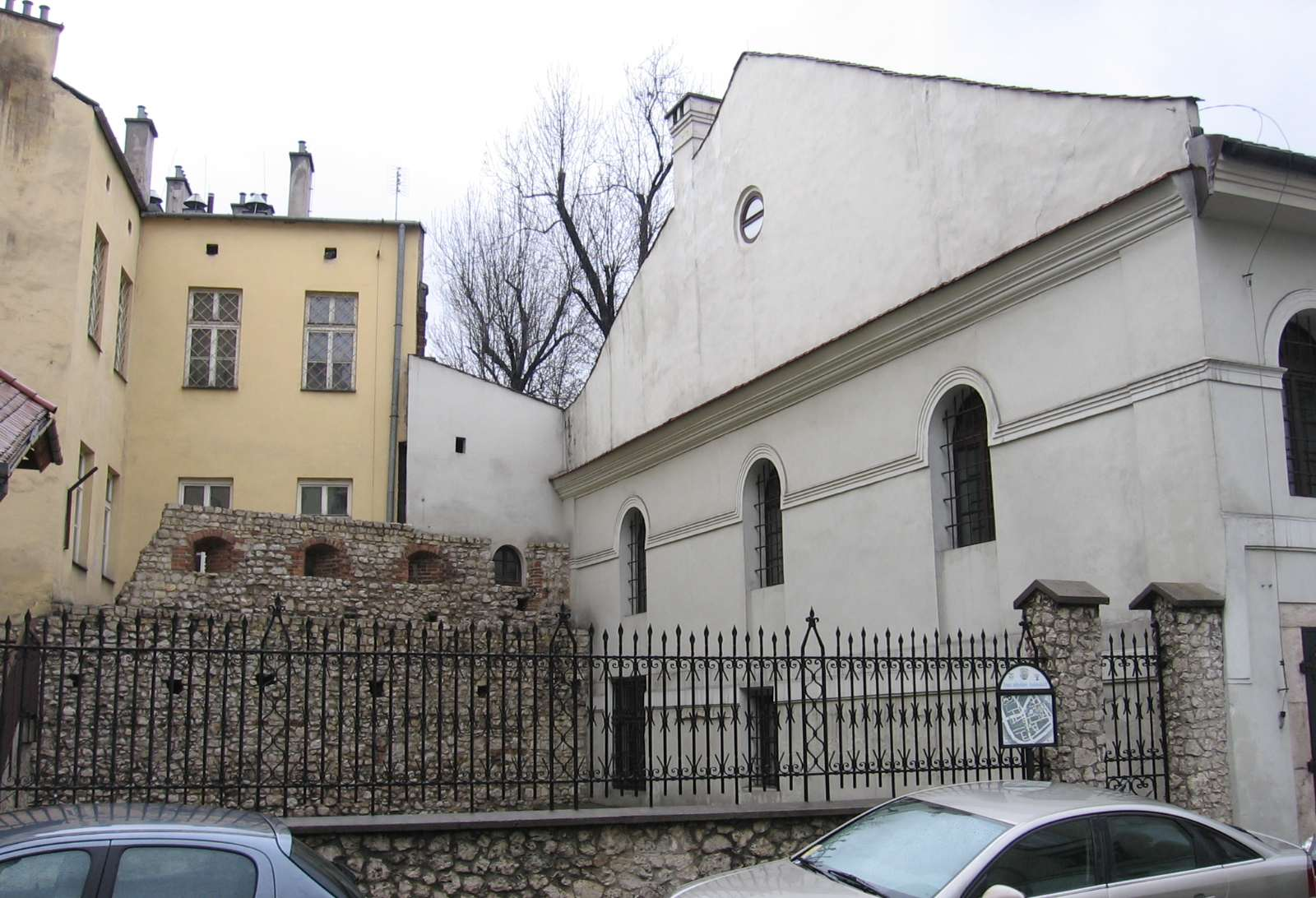
Widok na ścianę zach. i fragment murów obronnych
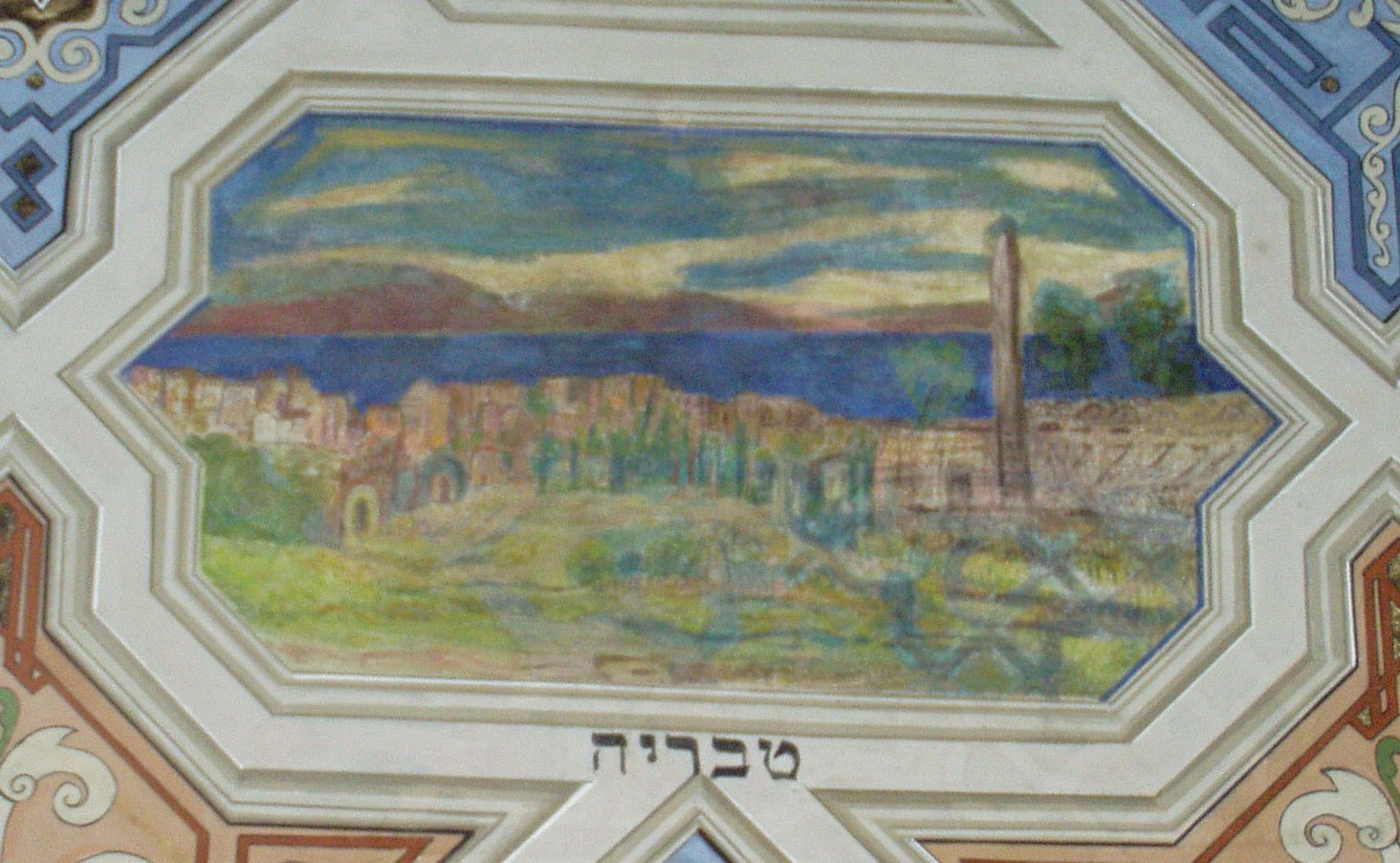
Tyberiada
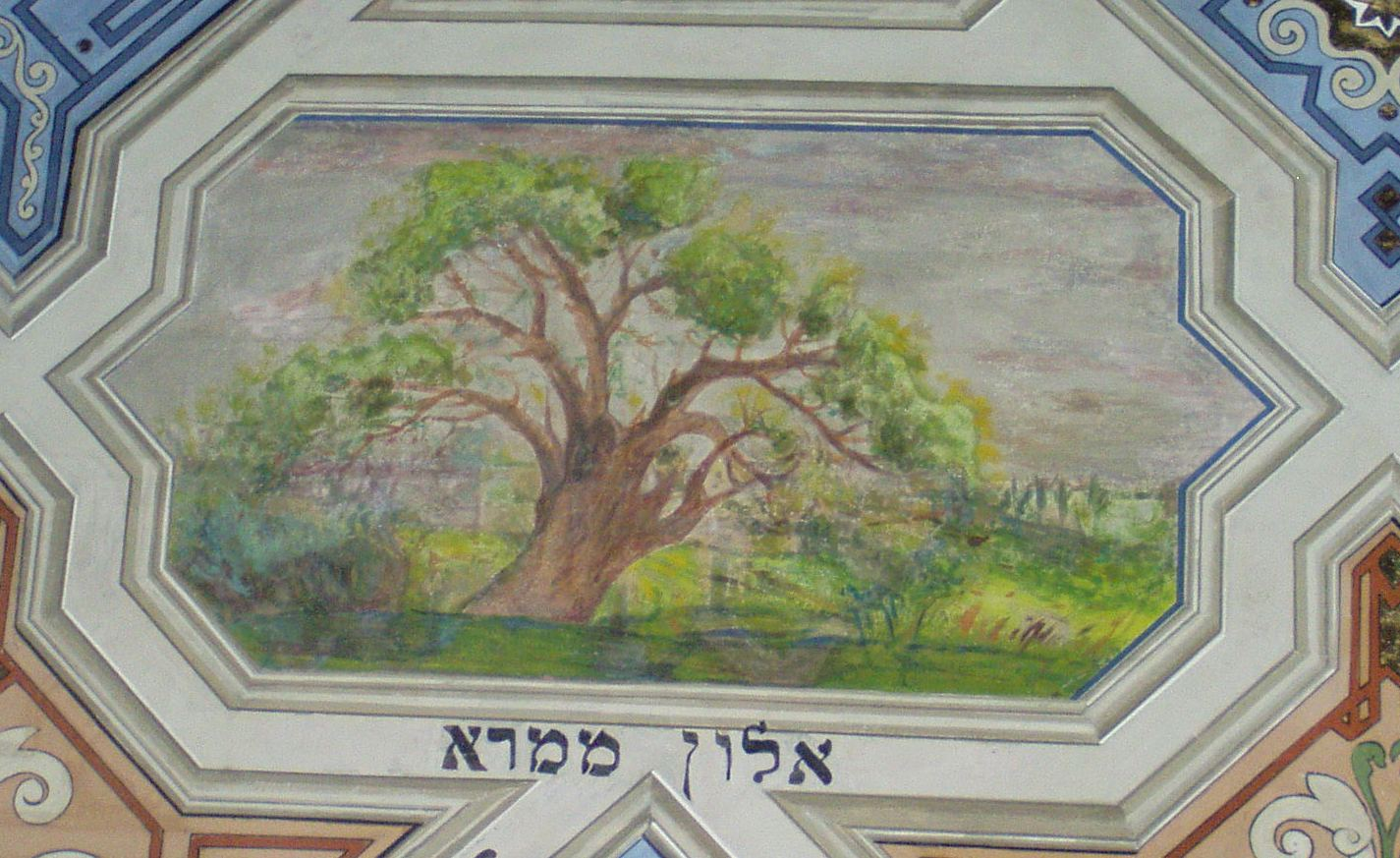
dąb Mamre
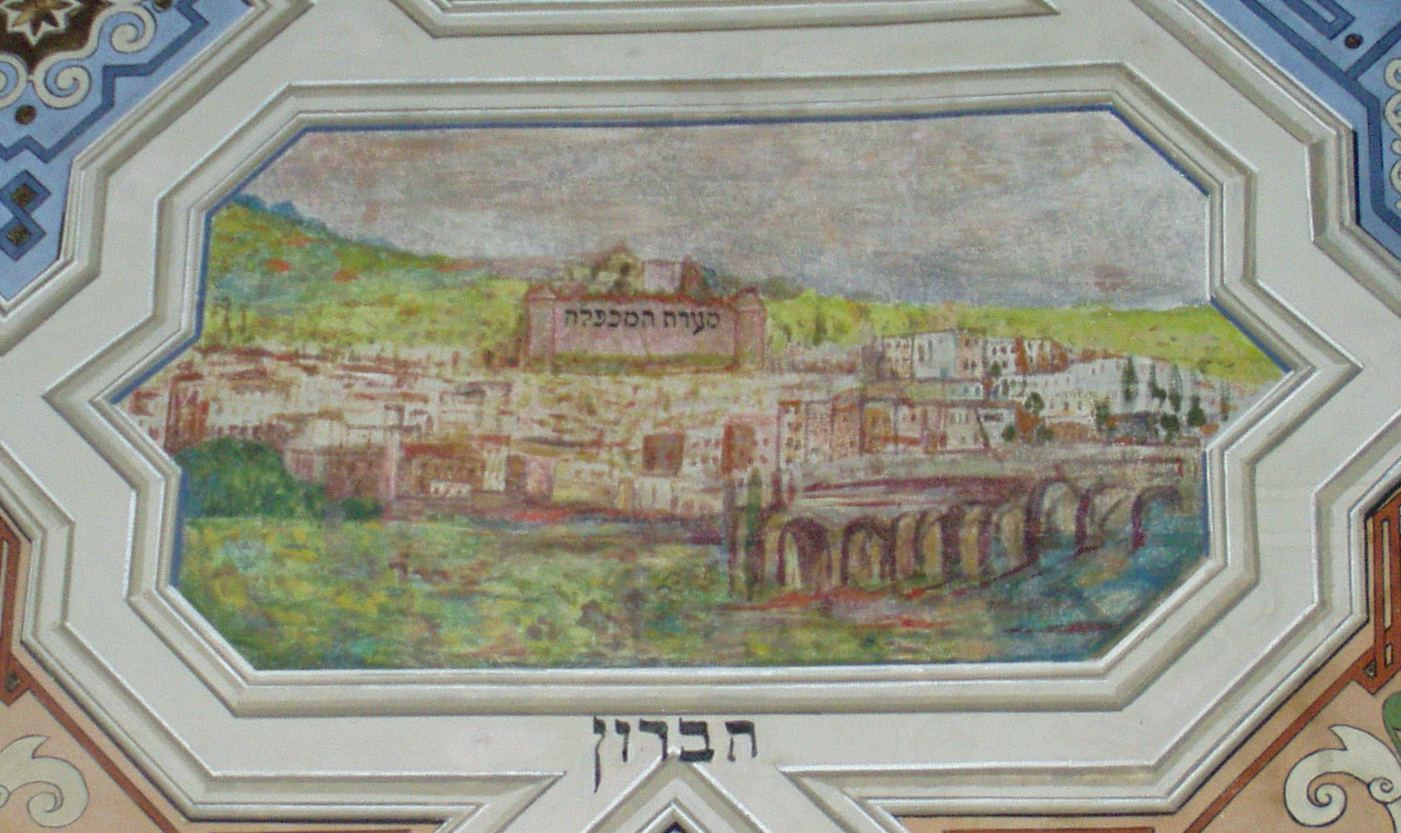
Hebron
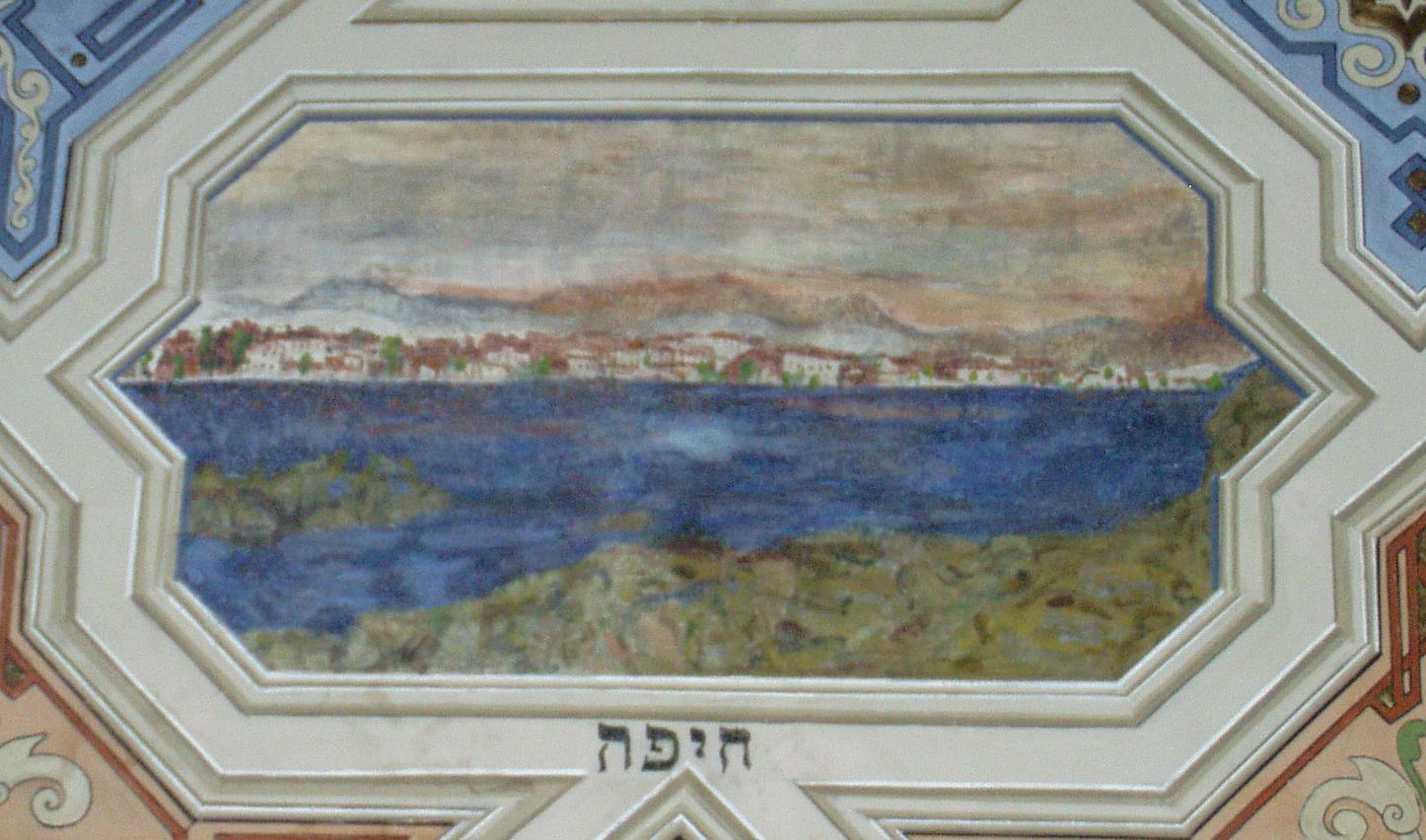
Hajfa
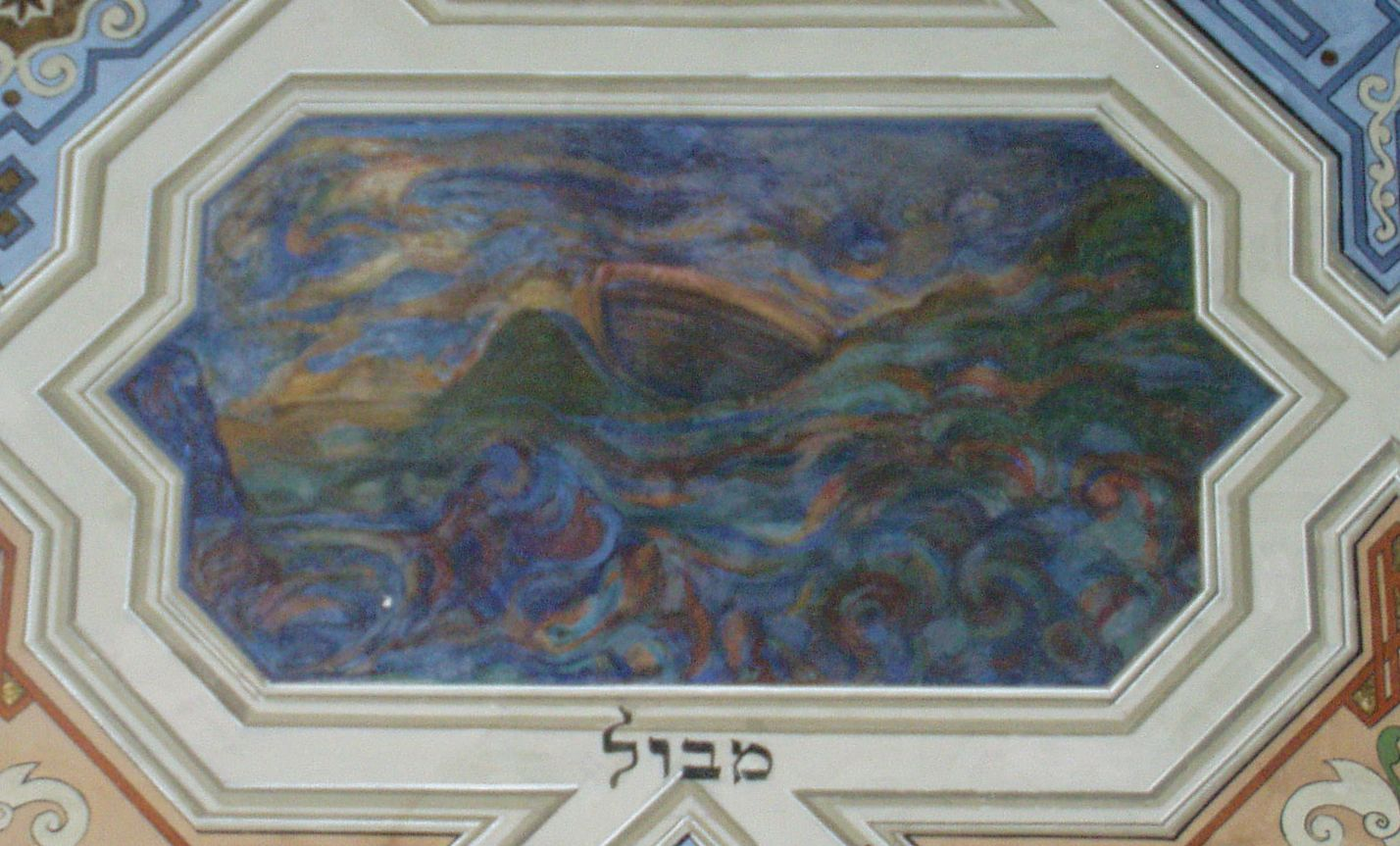
potop
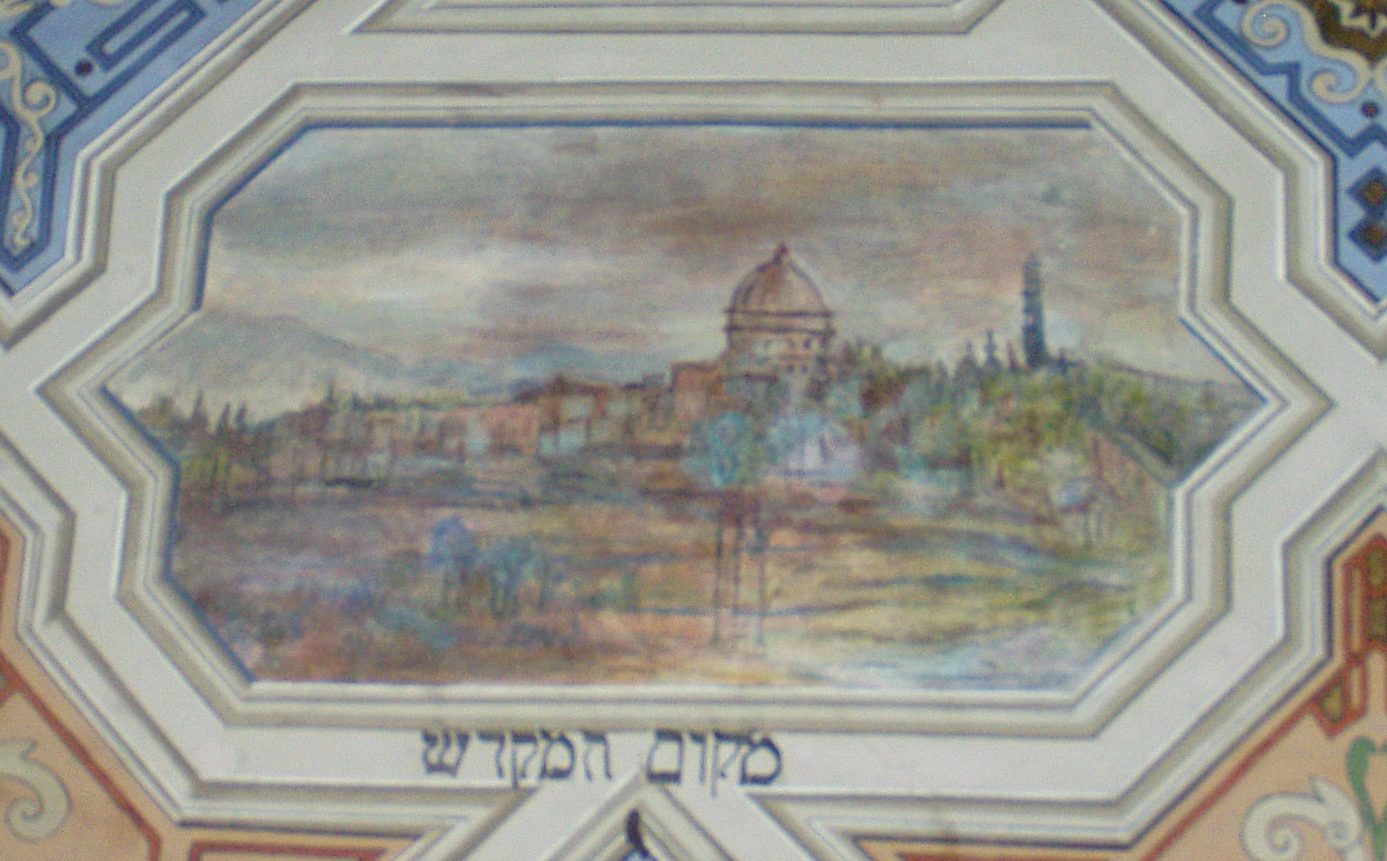
Jerozolima
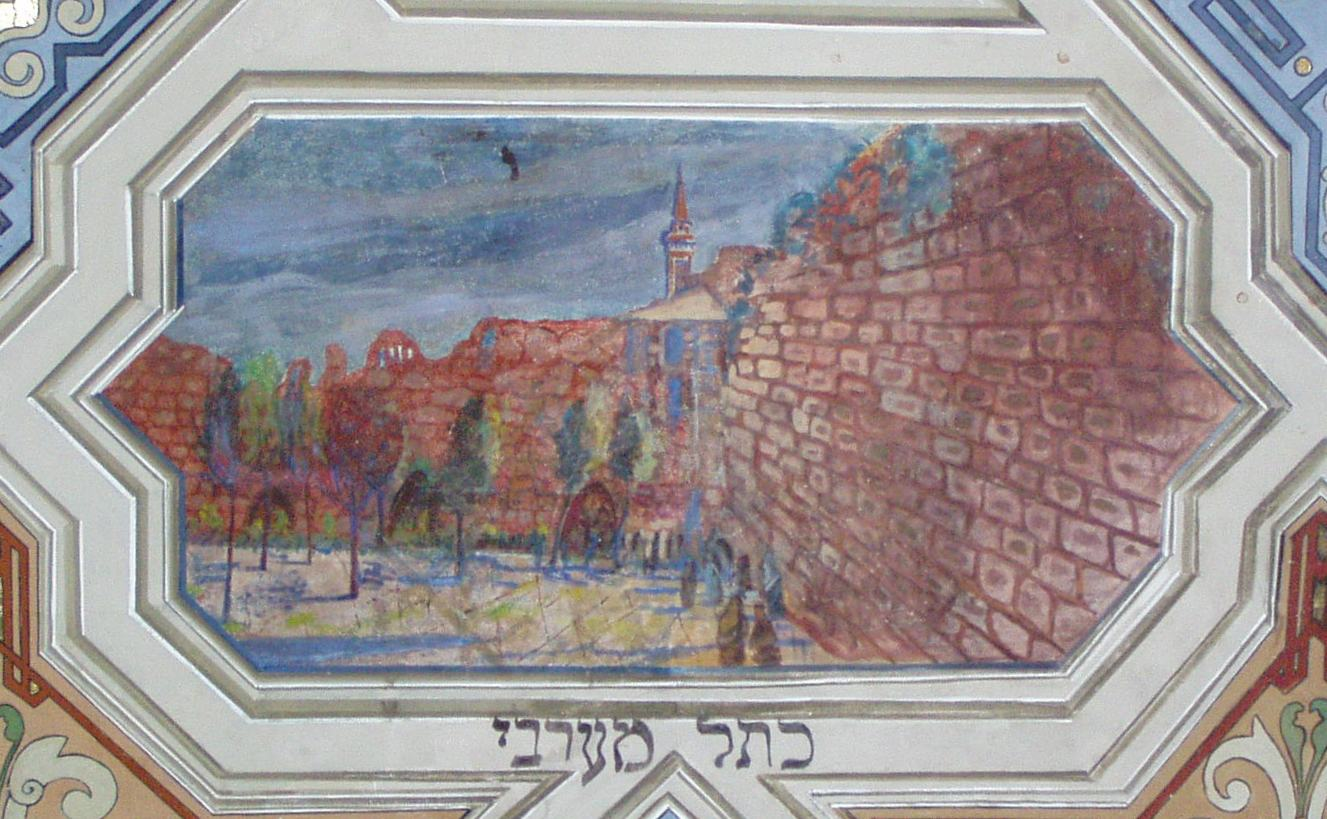
Ściana Płaczu
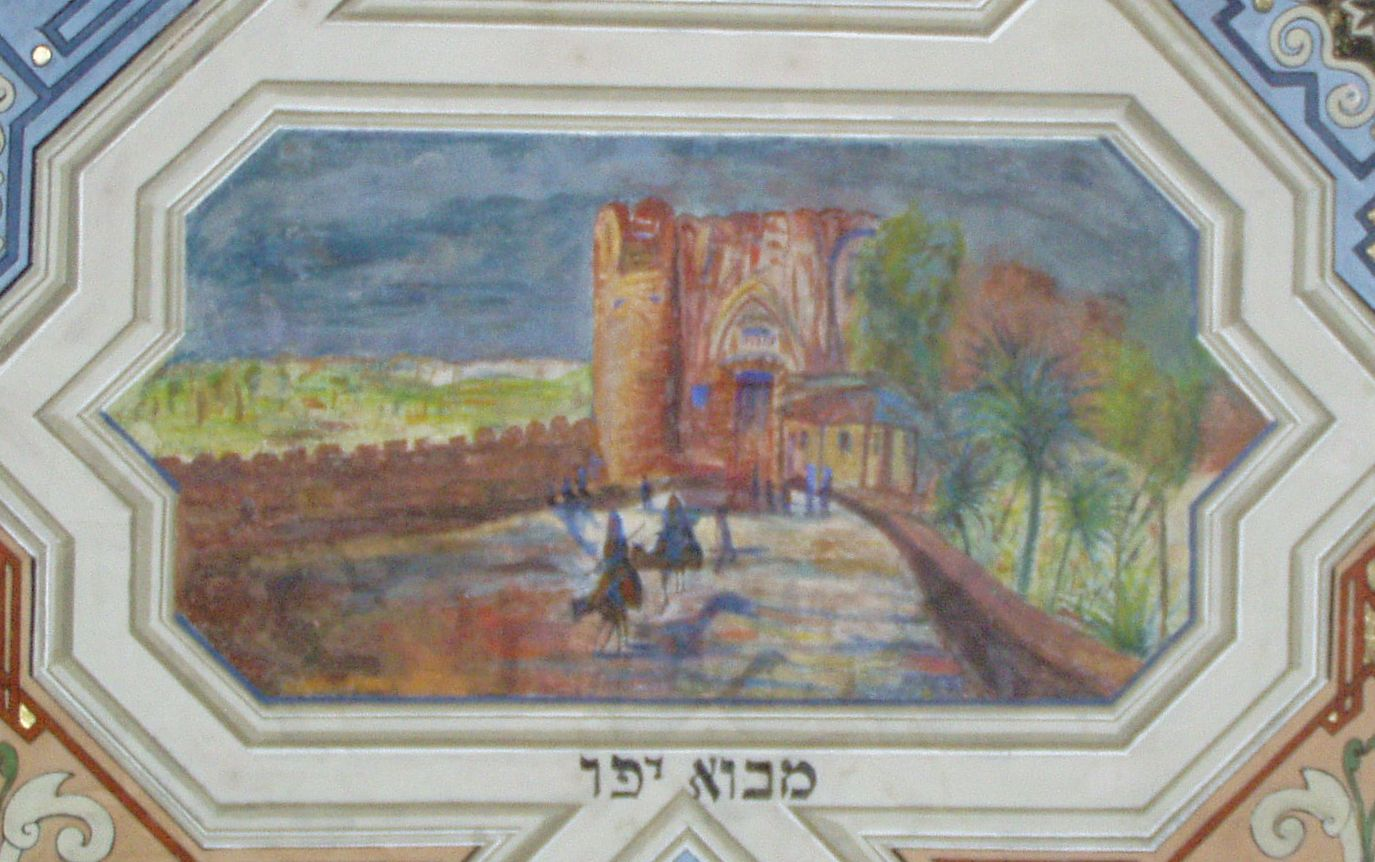
Jaffa

Na ścianie zachodniej pod trzema otworami babińca znajdują się trzy obrazy przedstawiające sceny biblijne. Pomiędzy drzwiami przedsionka znajdują się wizerunki wysokich, korynckich kolumn. Na belkowaniu galerii dla kobiet znajduje się pełny cykl znaków zodiaku, co czyni synagogę jedną z siedmiu w Polsce, które właśnie taki cykl posiadają. Na ścianie południowej i zachodniej zachowały się również fragmenty o wiele starszej polichromii.

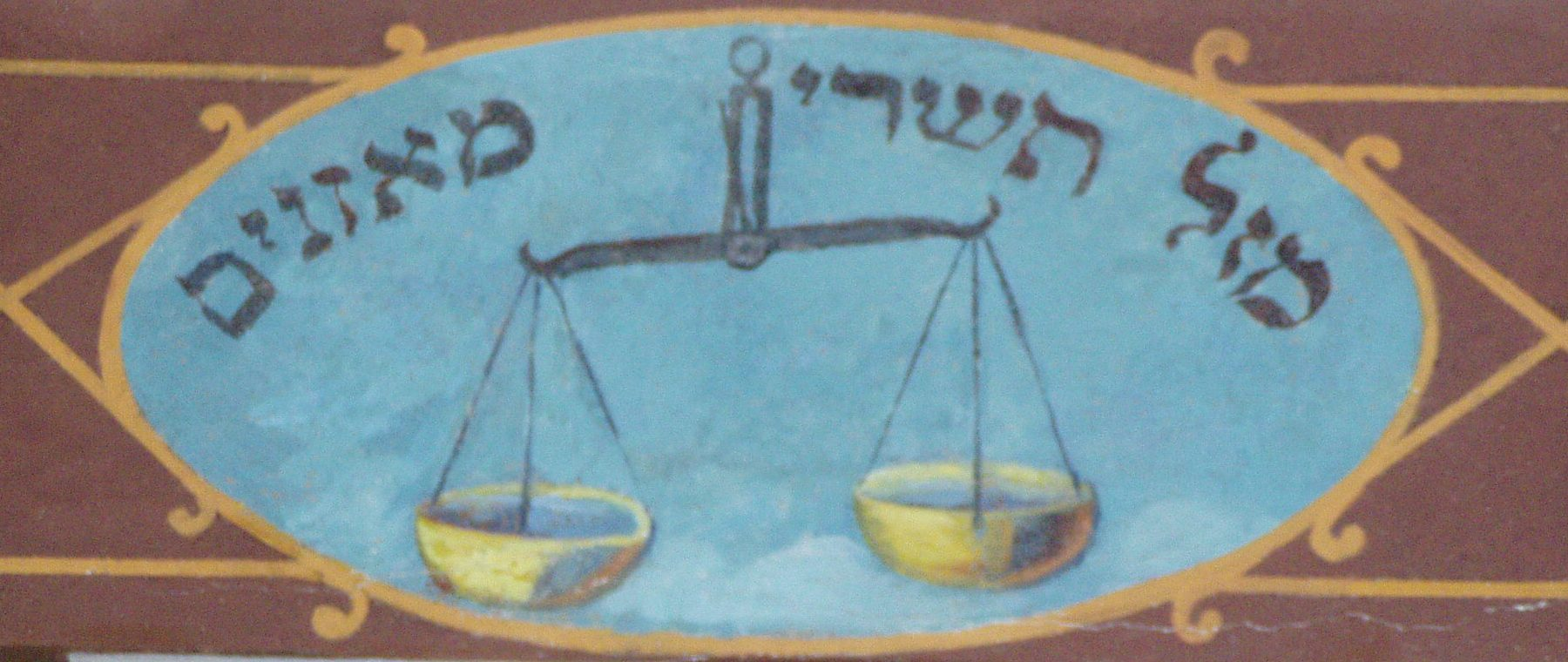
Waga
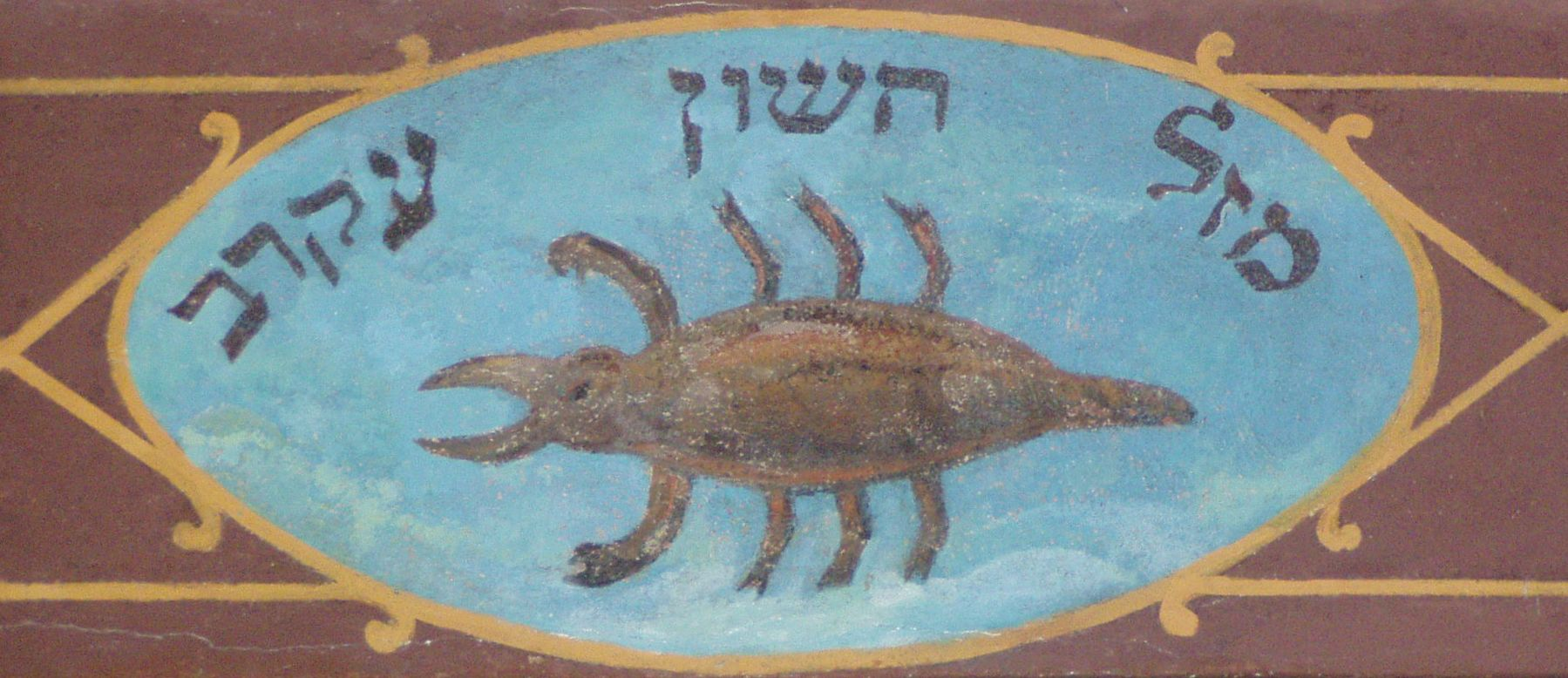
Rak
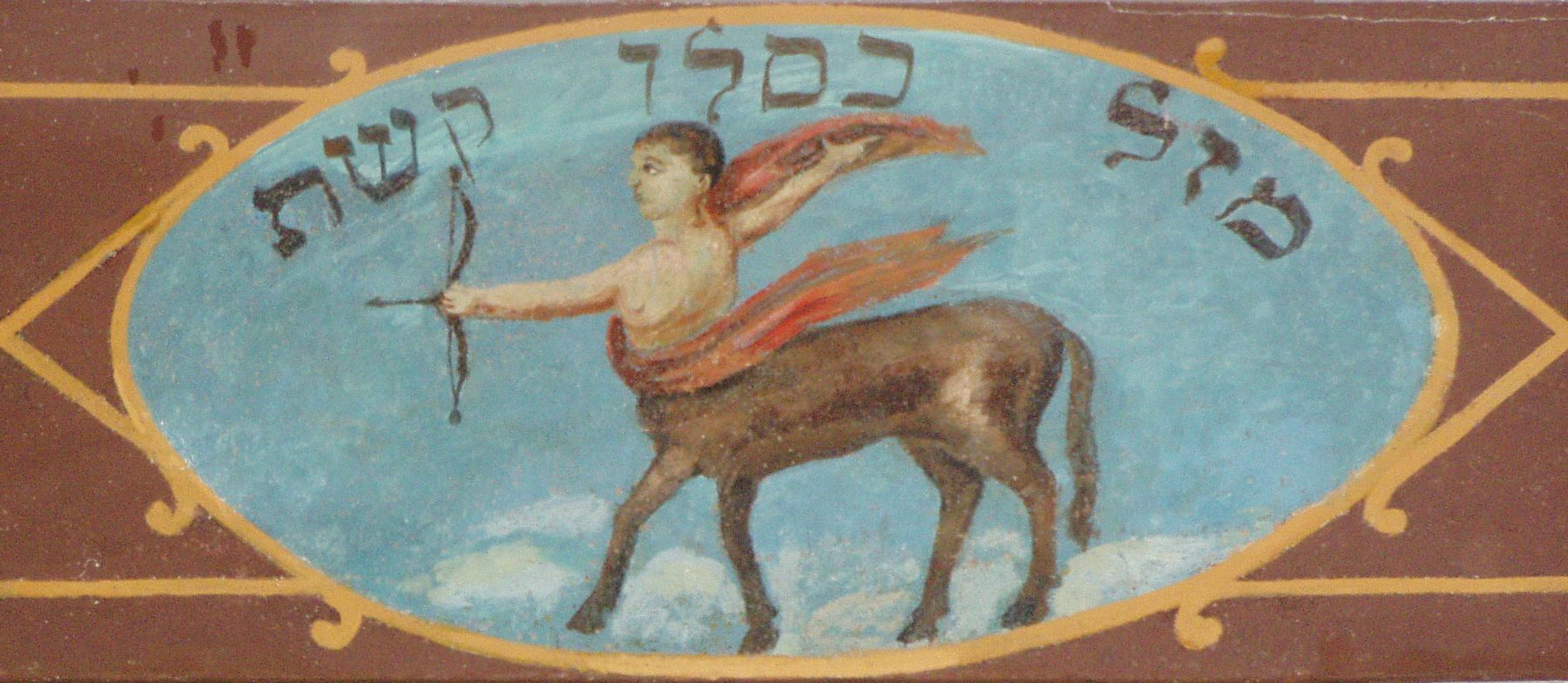
Strzelec
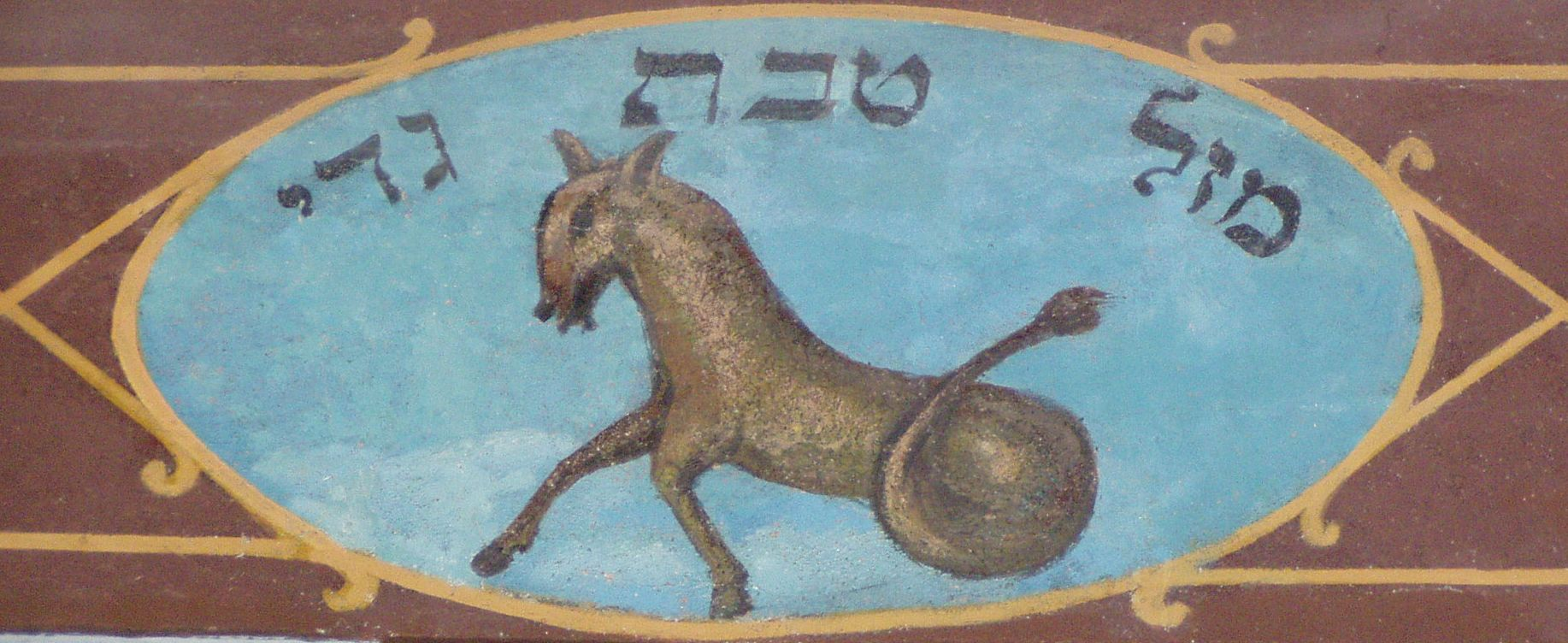
Koziorożec
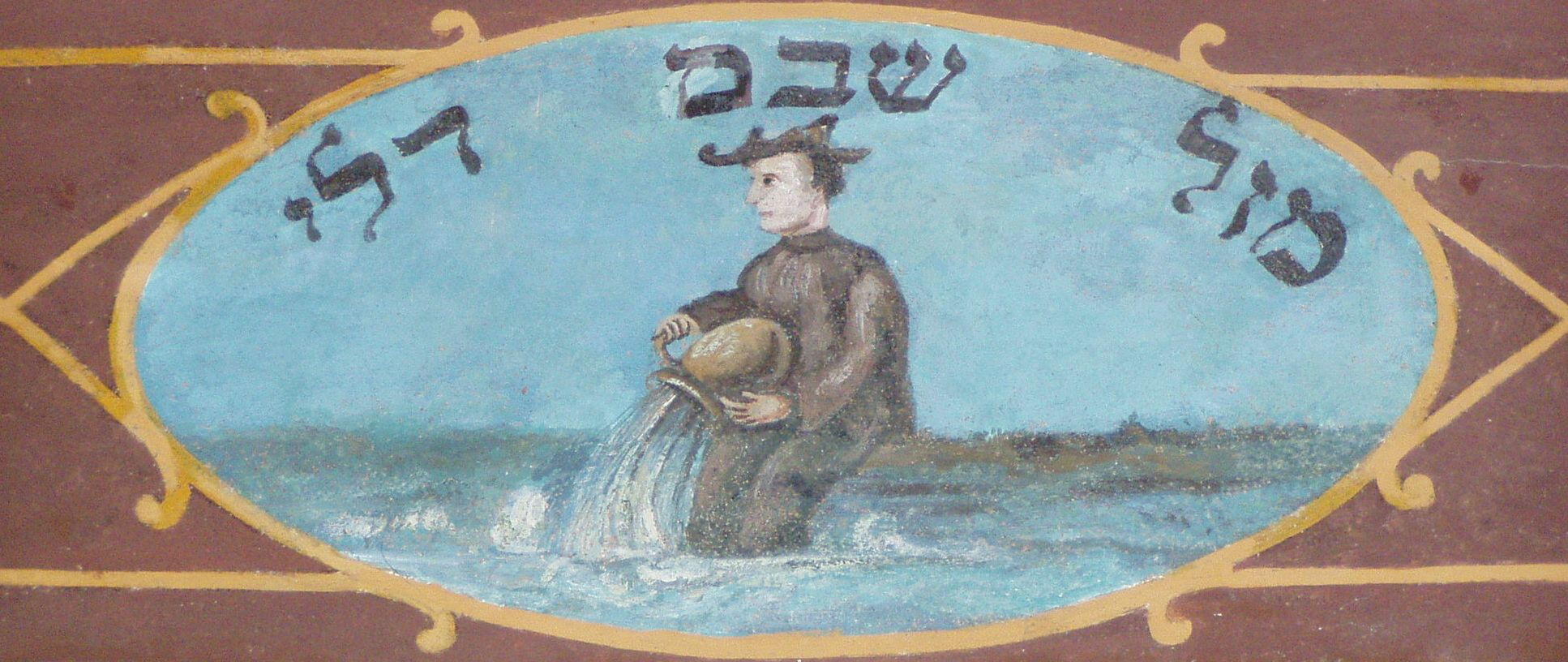
Wodnik
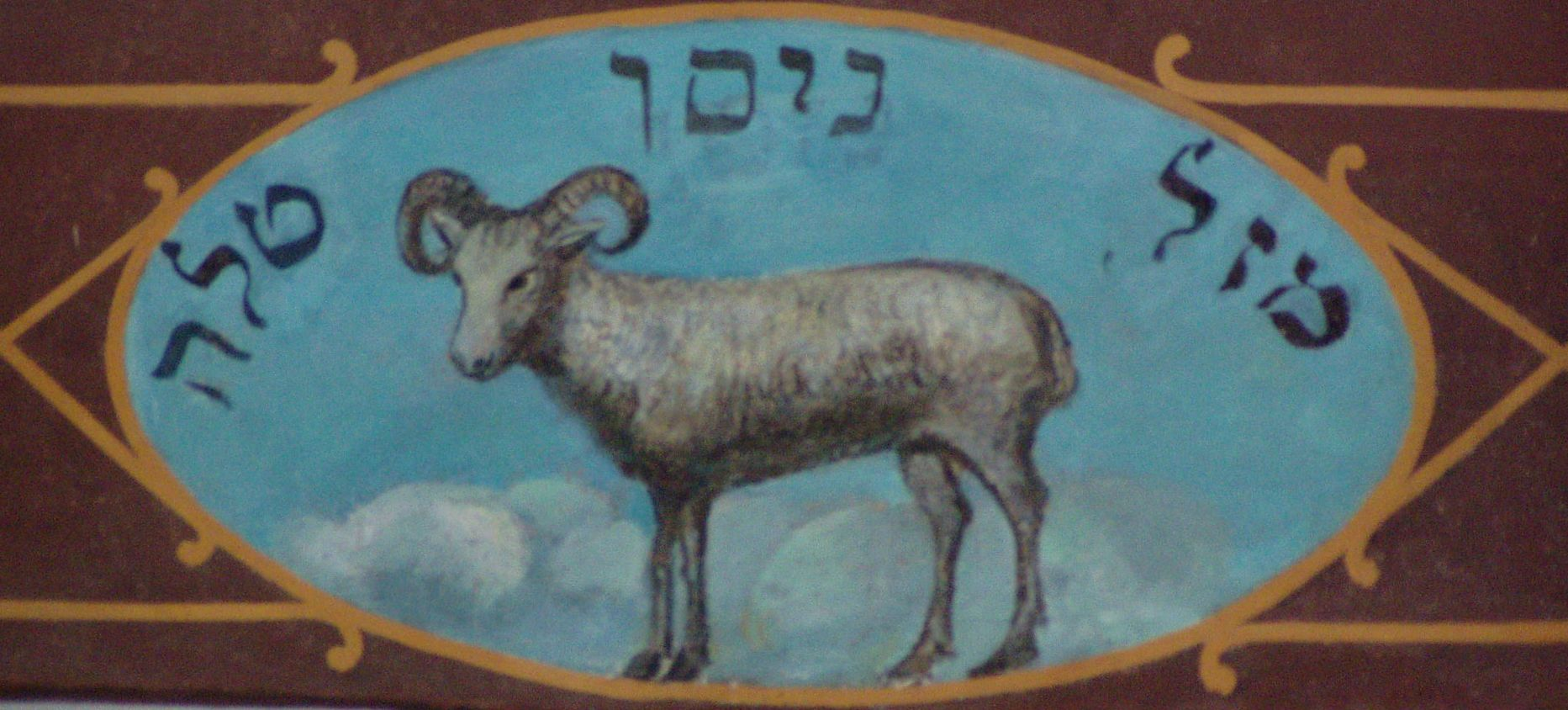
Baran
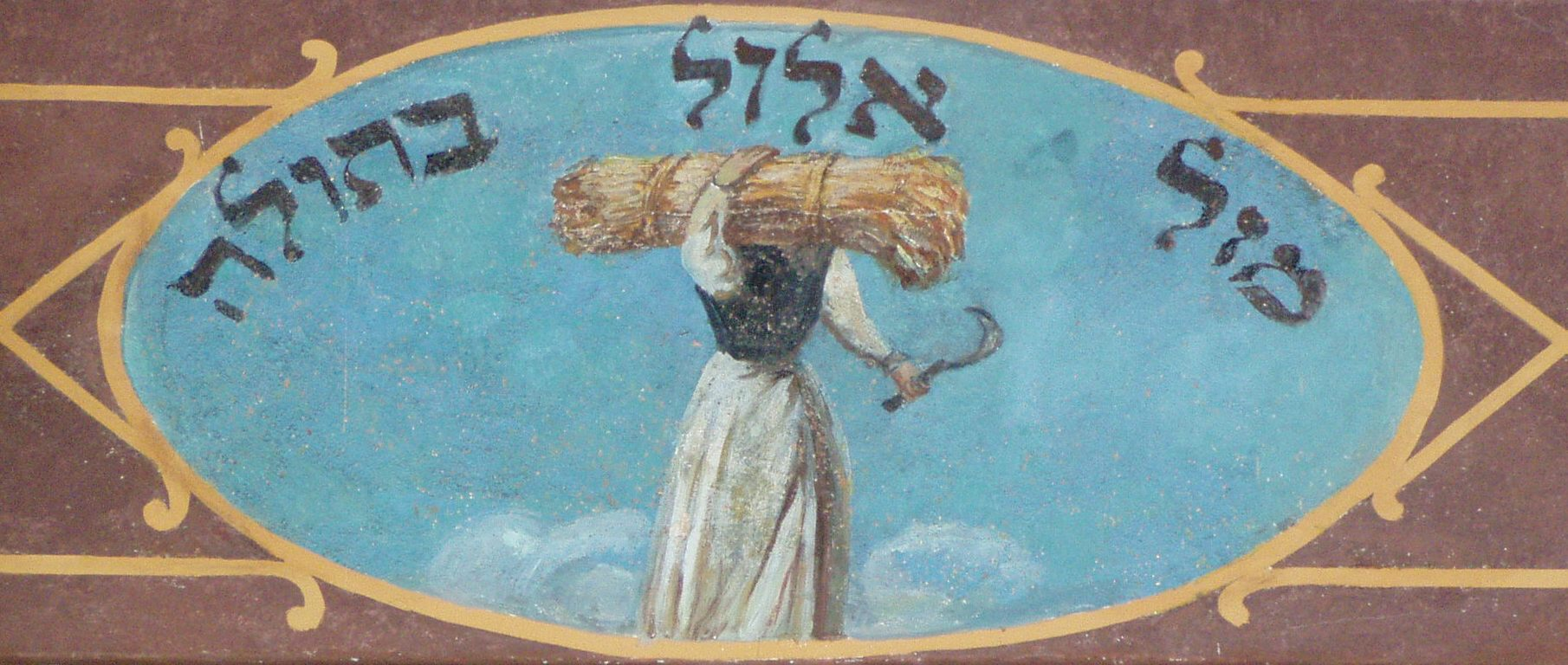
Panna
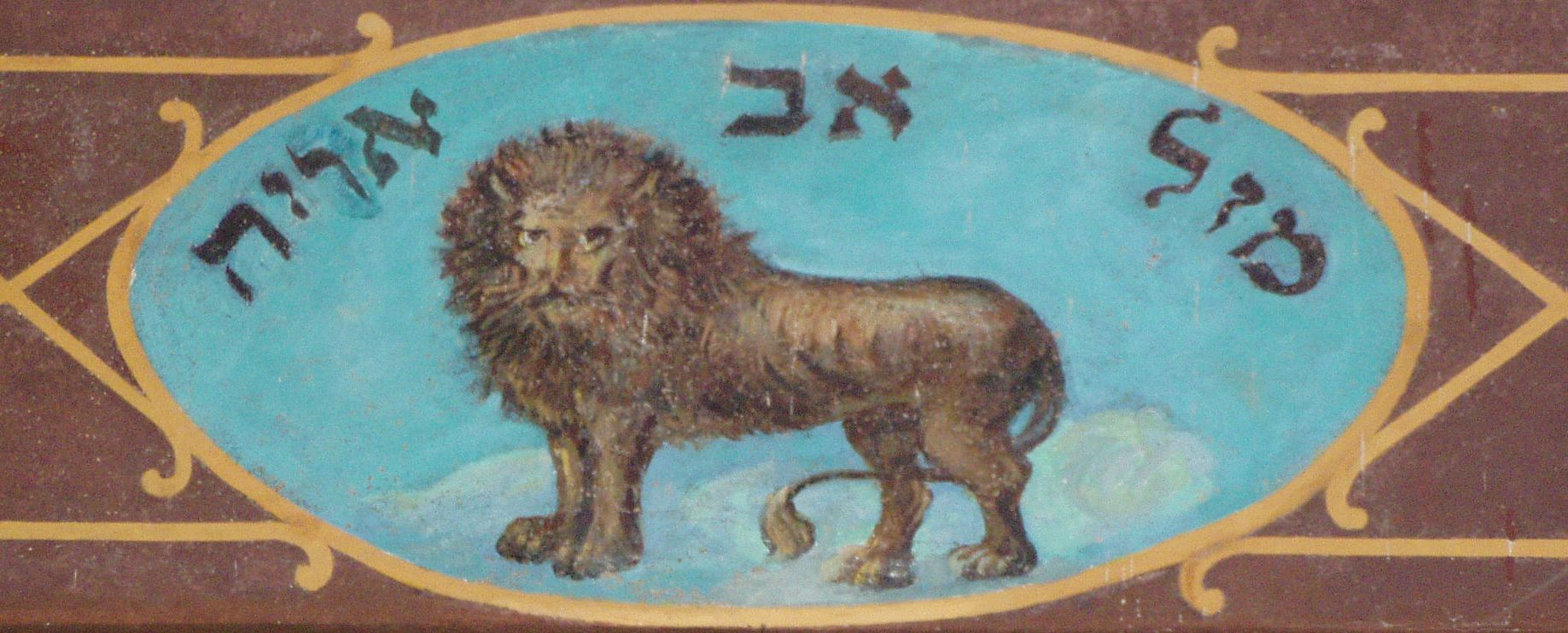
Lew
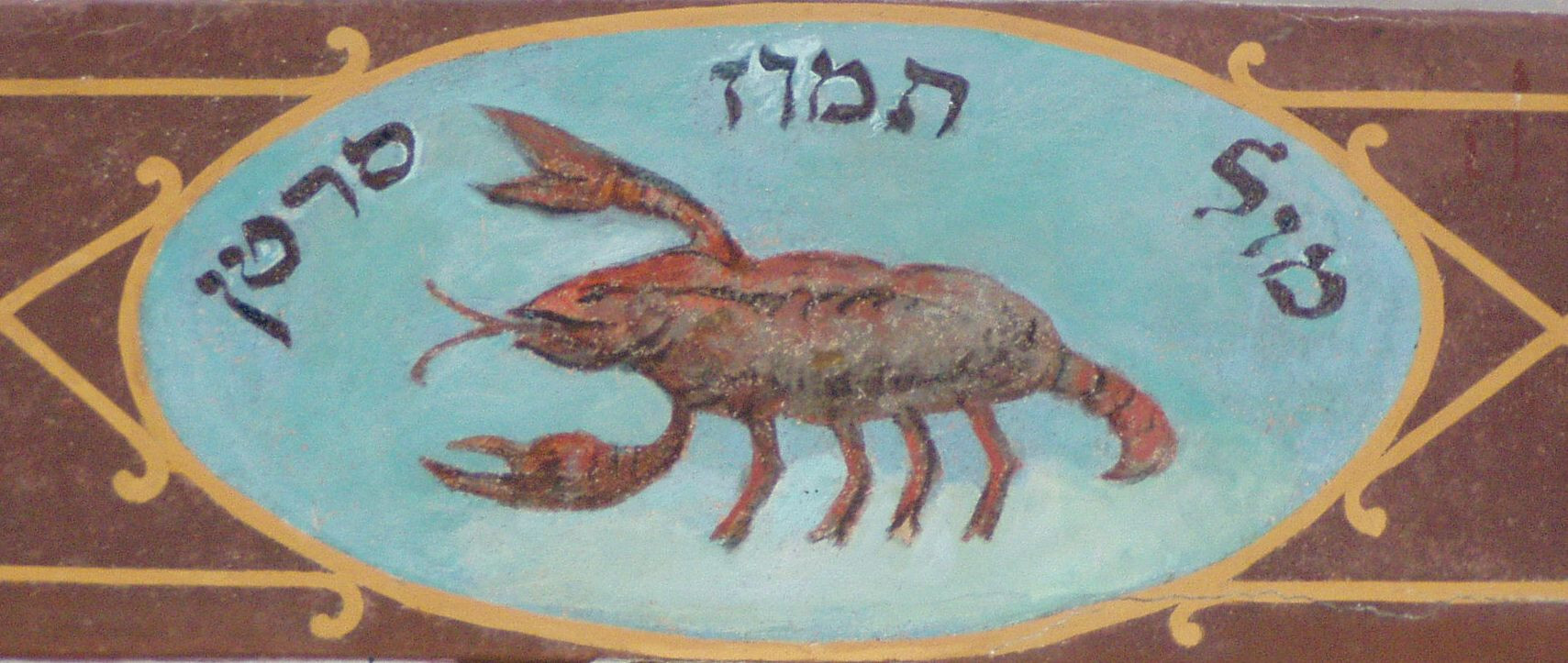
Skorpion
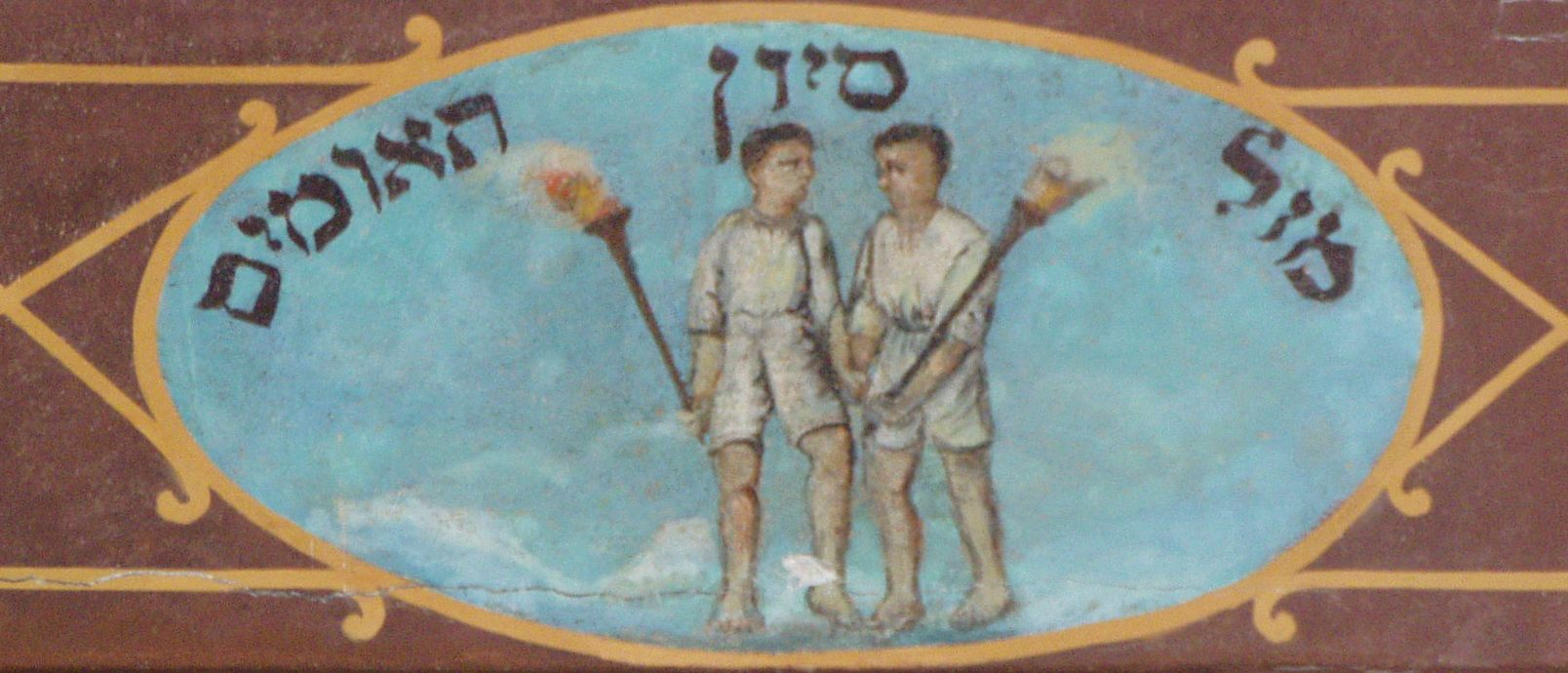
Bliźnięta
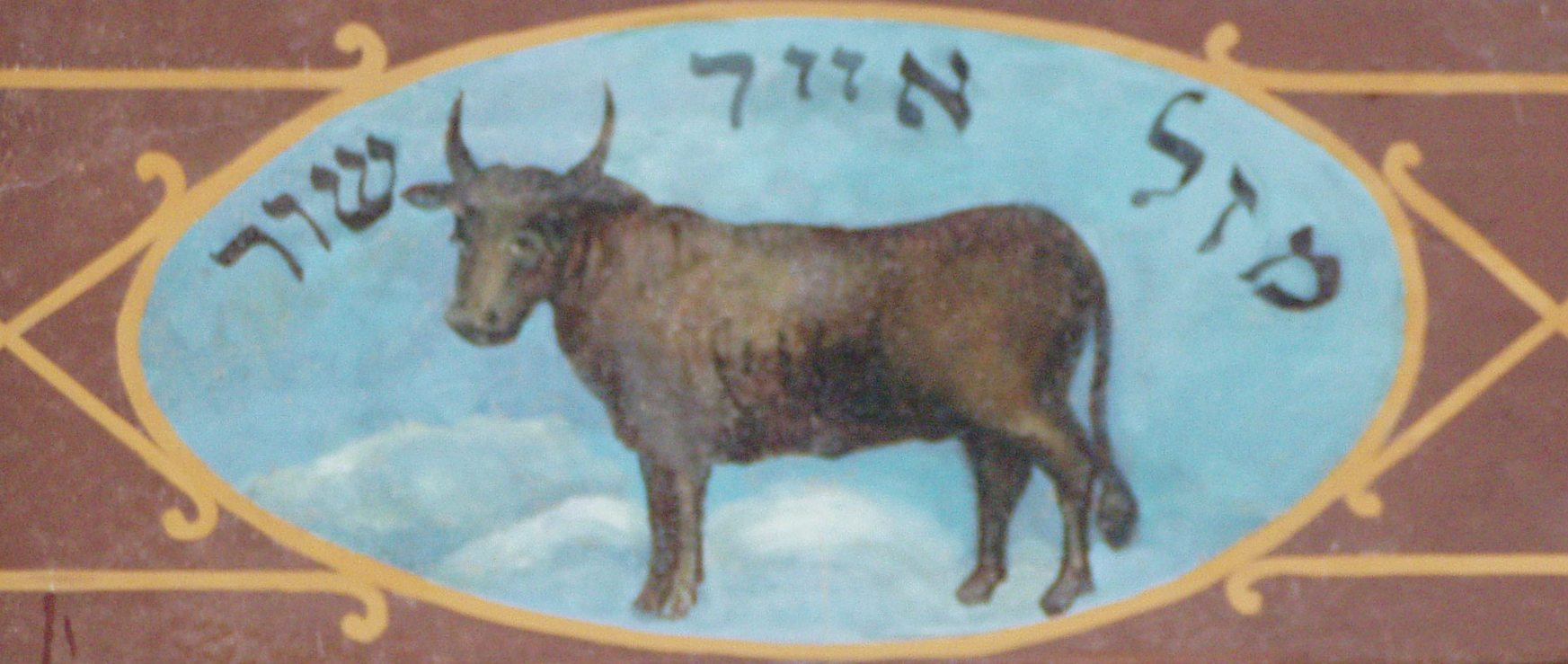
Byk
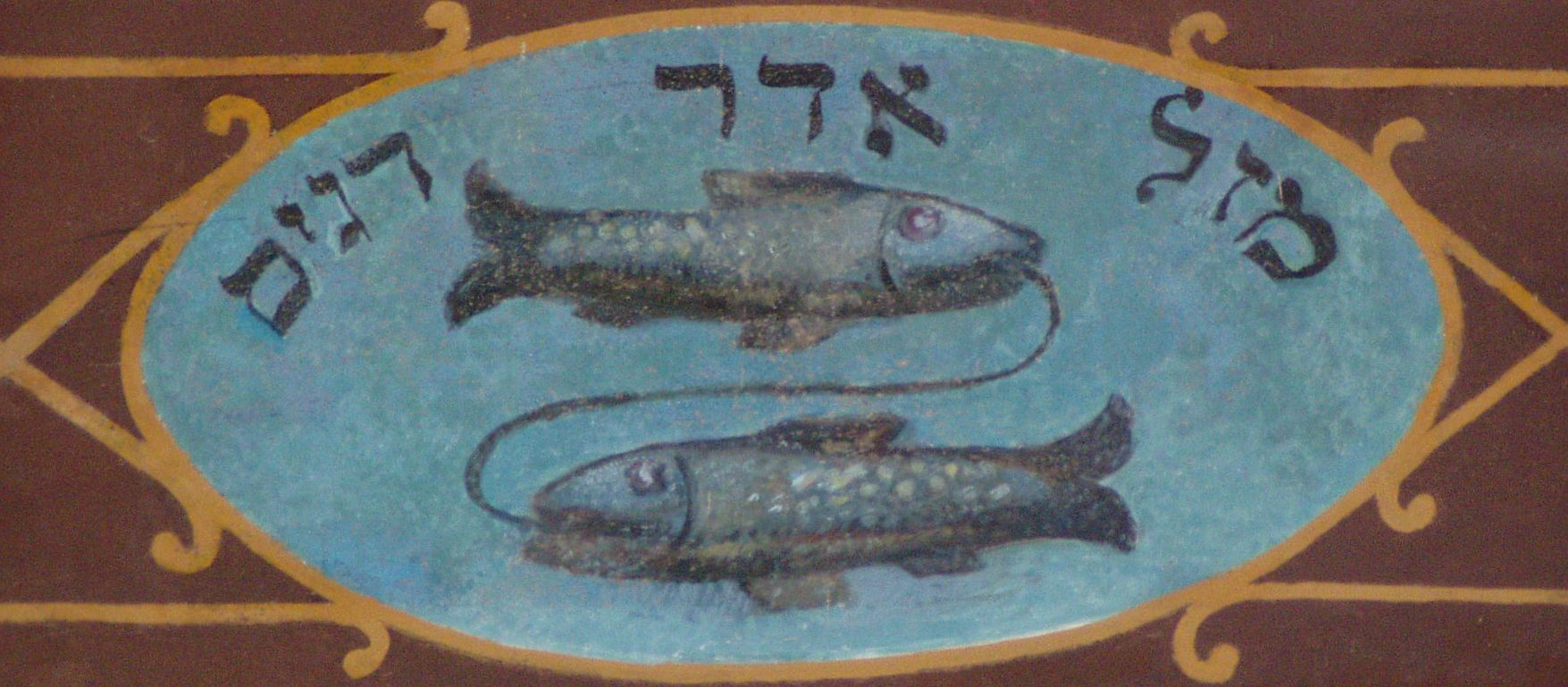
Ryby

Na ścianie wschodniej pomiędzy dwoma oknami znajduje się XVII-wieczny, barokowy Aron ha-kodesz, w którego centralnej części umieszczono koronę z inskrypcją hebrajską, a w szczytowej wazon z kwiatami oraz tablicę ze złoconym hebrajskim napisem, w której w dwu miejscach przekuto pierwotny tekst wprowadzając aktualne dane:
„Odnowione po raz szósty (siódmy) dzięki gabajom tutejszej synagogi i ukończone w roku 537 (672) według krótkiej rachuby.”
Zmiany wprowadzono m.in. w latach 1778-1779 oraz 1911-1912. Wnękę ujmują smukłe kanelowane kolumny. Z XVIII wieku pochodzi namalowana nad arką czerwona kotara zwieńczona koroną na Torę.
W glifie prawego okna znajdującego się w ścianie wschodniej, znajduje się jego tablica fundacyjna bractwa kapłanów i lewitów pochodząca z lat 1646-1647. W jej zwieńczeniu przedstawiono dłonie w geście błogosławieństwa, symbol kapłanów oraz dzban, symbol lewitów. Jej treść brzmi:
„To okno nabyli i ofiarowali członkowie Świętego Bractwa Kapłanów i Lewitów na chwałę Boga i na chwałę synagogi dla oświetlenia jej. Według rachunku: Niech ci błogosławi, niech rozjaśni, niech obróci, pokój. „
Na lewo od Aron ha-kodesz znajduje się prostokątna polichromia przedstawiająca stół na dwanaście chlebów pokładnych, symbolizujących 12 plemion Izraela.
W synagodze polichromie w bardzo śmiały i realistyczny sposób przedstawiają ludzkie postacie z ukazaniem twarzy. W przypadku znaków zodiaku: strzelec to centaur trzymający napięty łuk, bliźnięta to dwaj młodzieńcy z pochodniami, a panna to dziewczyna niosąca snop zboża. Na jednym z obrazów przedstawiono również Noego z widoczną twarzą, który wprowadza zwierzęta do arki.
Na środku sali znajdują się fundamenty dawnej ośmiobocznej, altanowej bimy zaznaczone ciemnymi płytkami. W niedawnym czasie zainstalowano kuty żyrandol, zbudowany z trzech dziewięcioramiennych świeczników (chanukija).

## Galeria

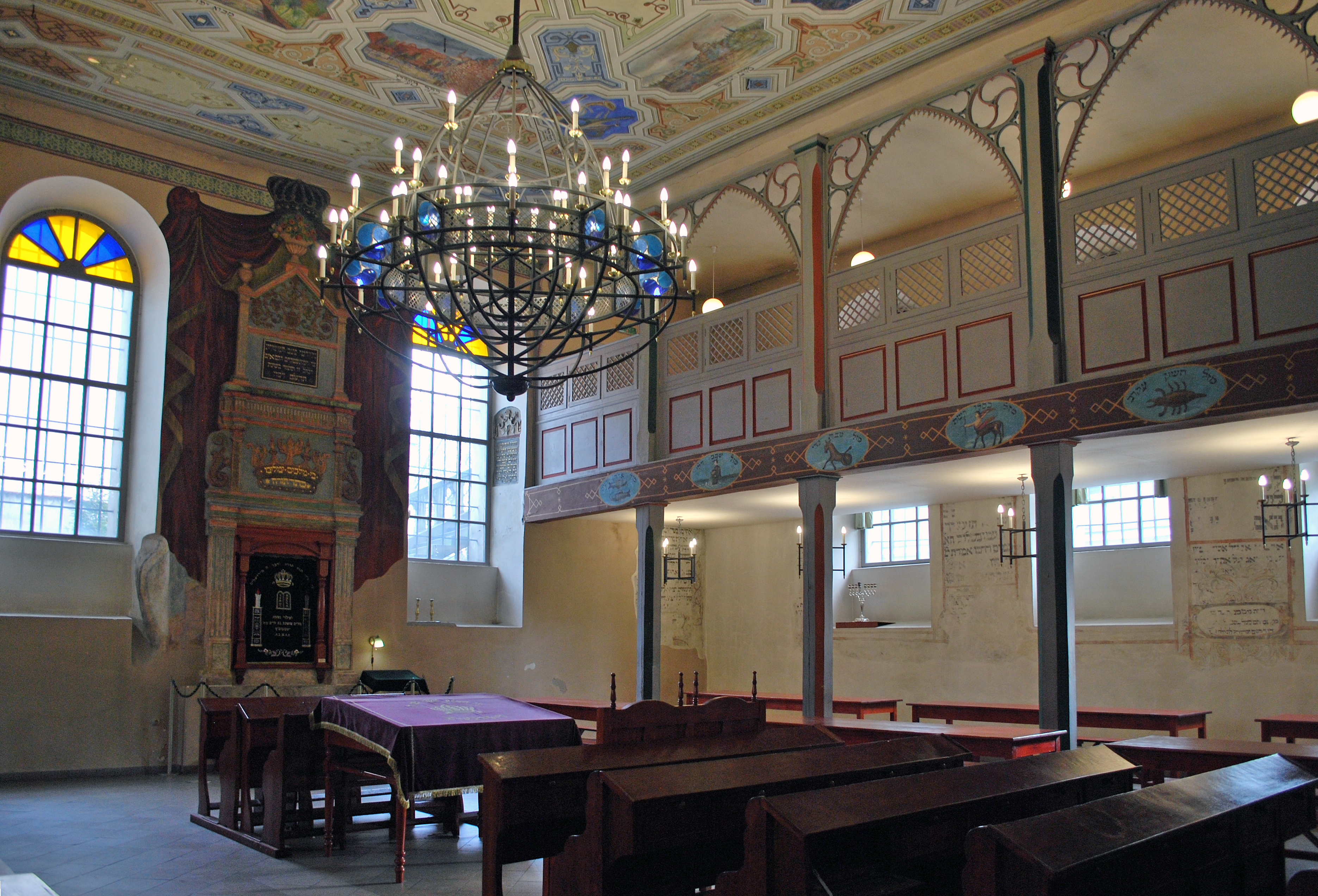
Ściana wsch. Za zasłonką aron ha-kodesz
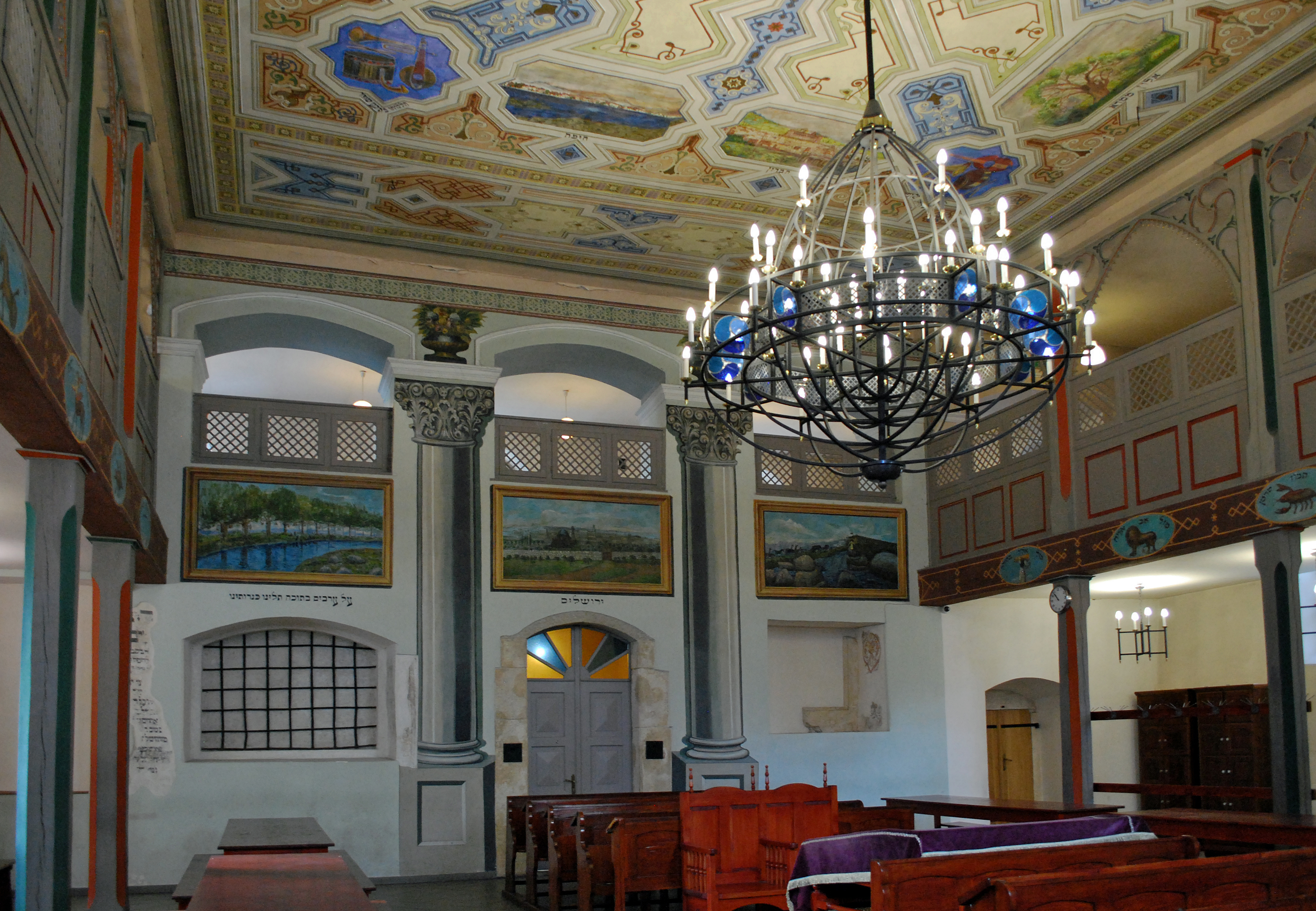
Ściana zachodnia
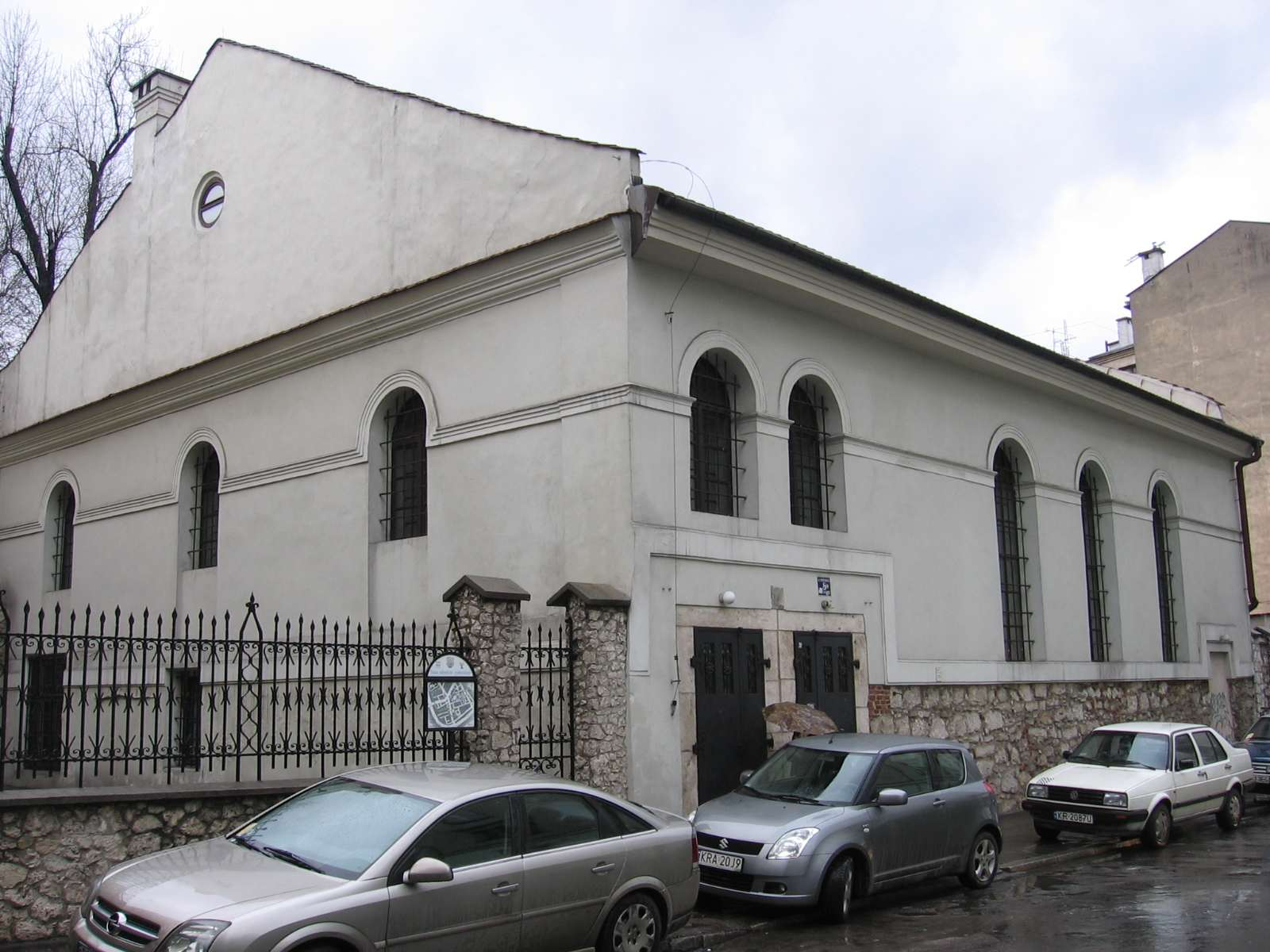
Widok z ulicy Warszauera
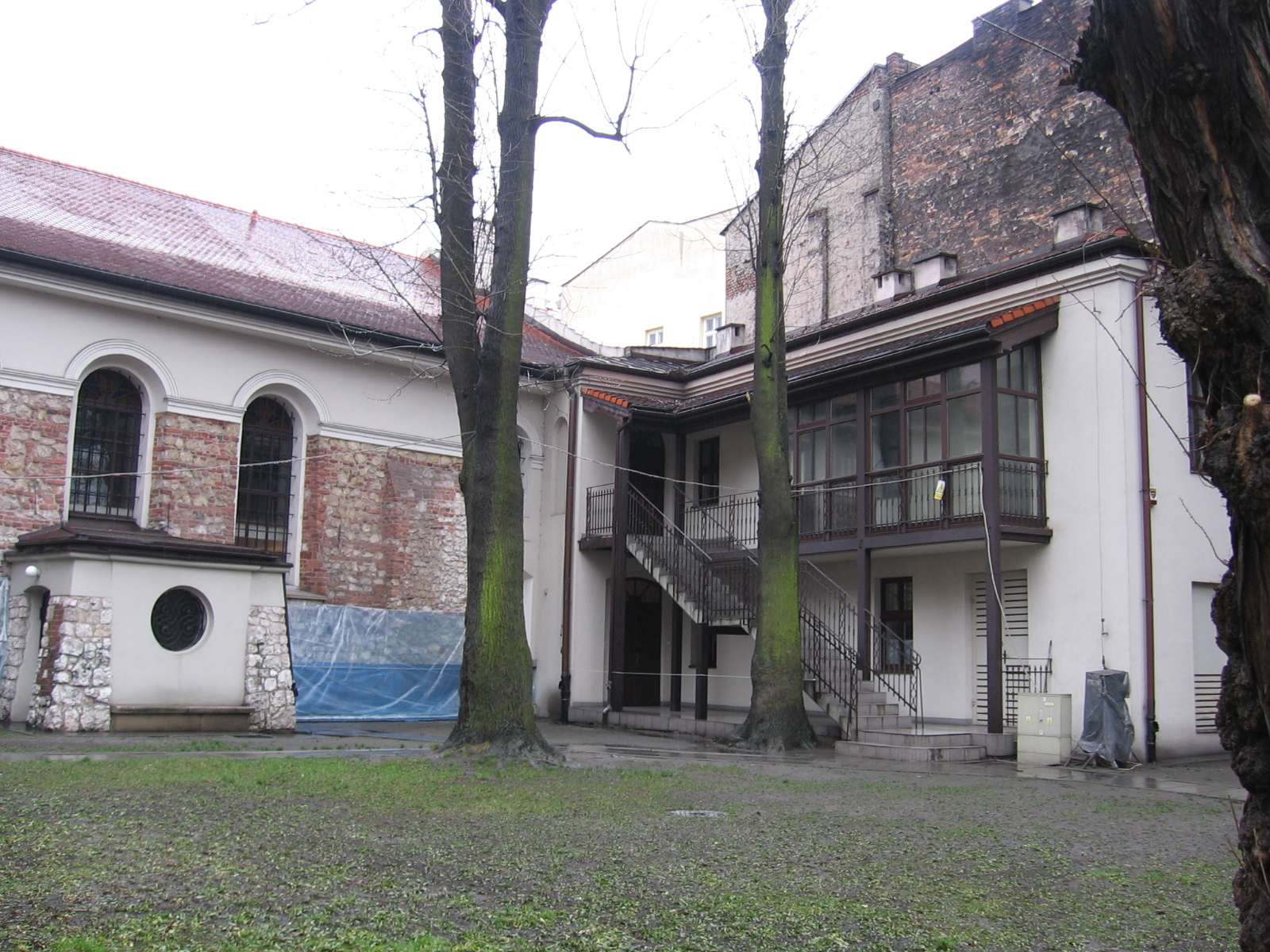
Widok z ulicy Miodowej
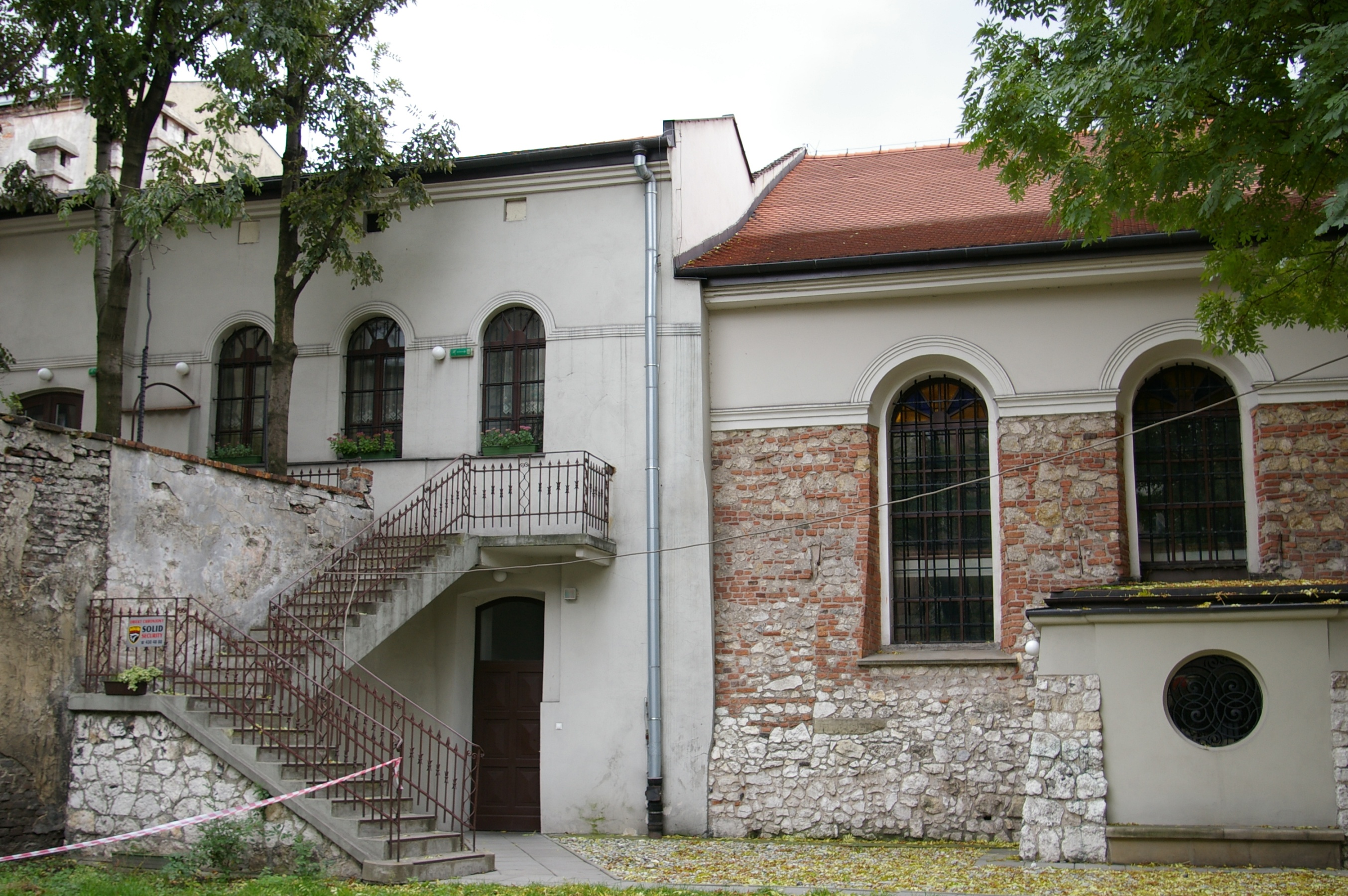
Widok z ulicy Miodowej
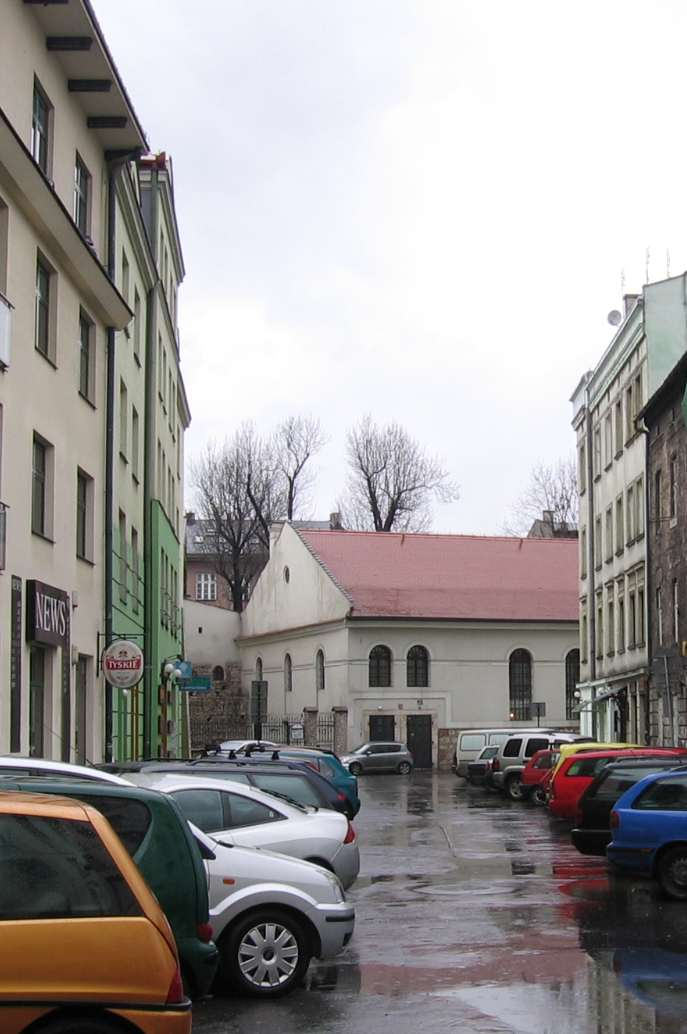
Widok z ulicy Kupa
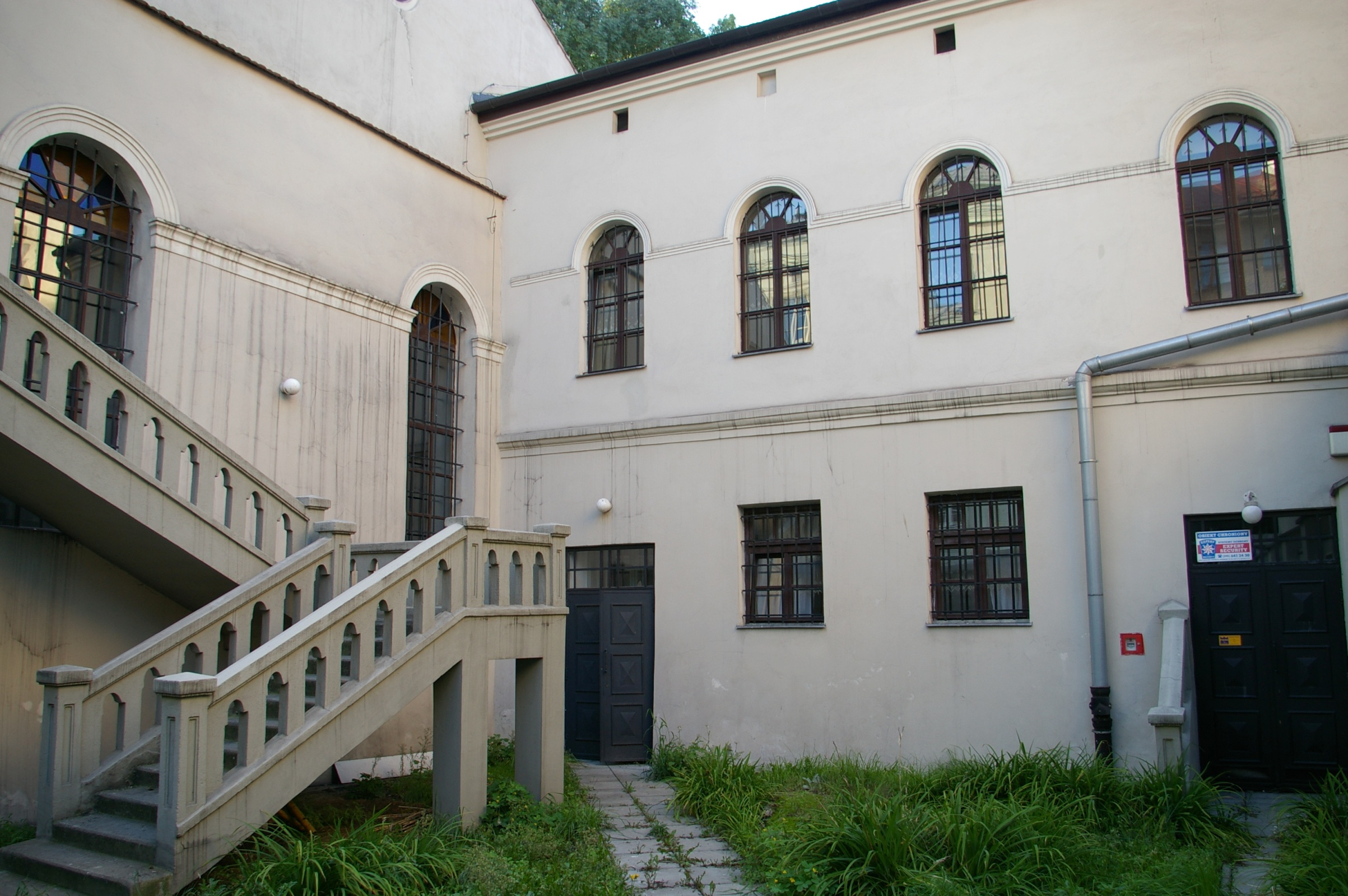
Widok z ulicy Warszauera
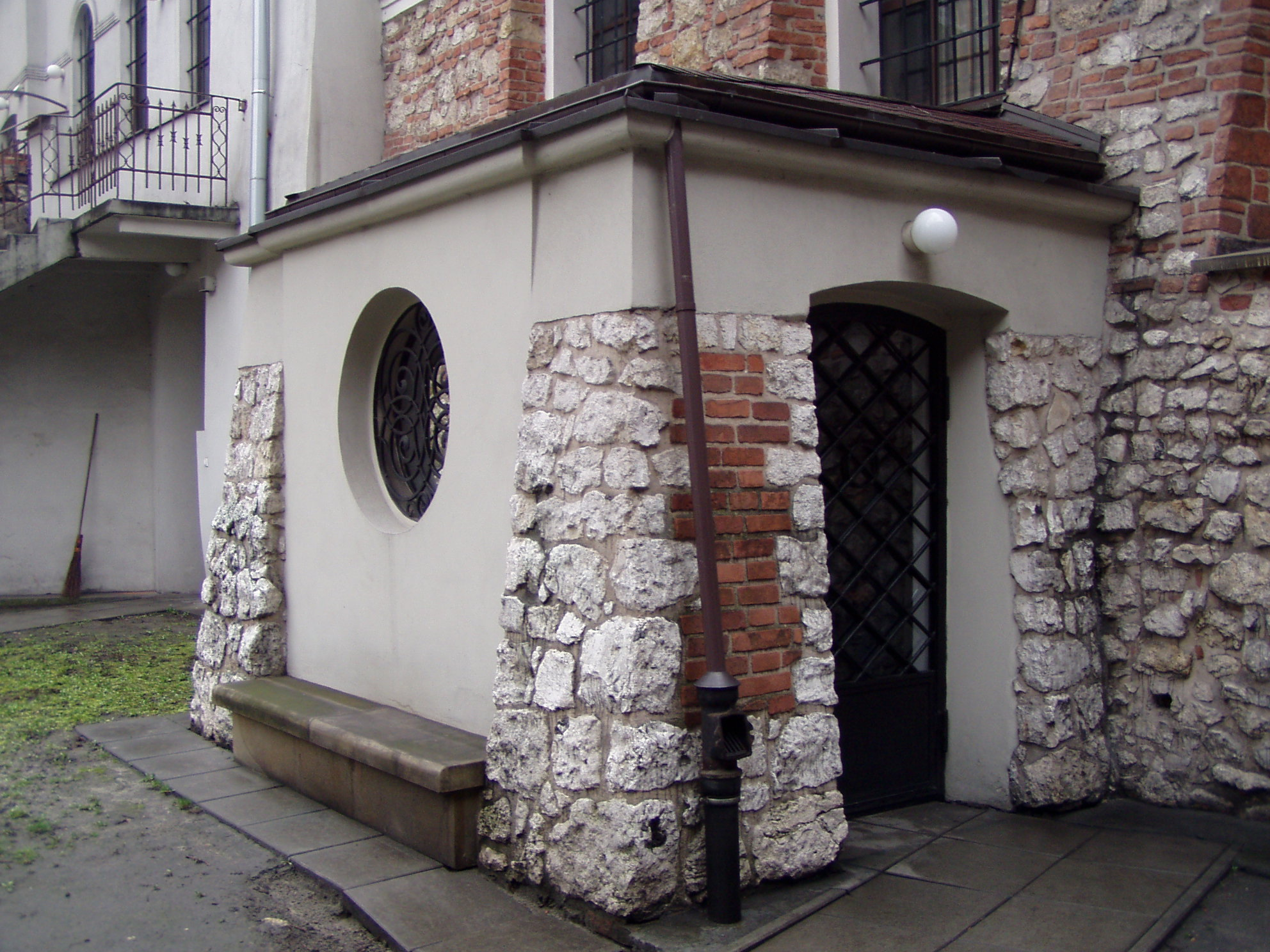
Wejście do synagogi
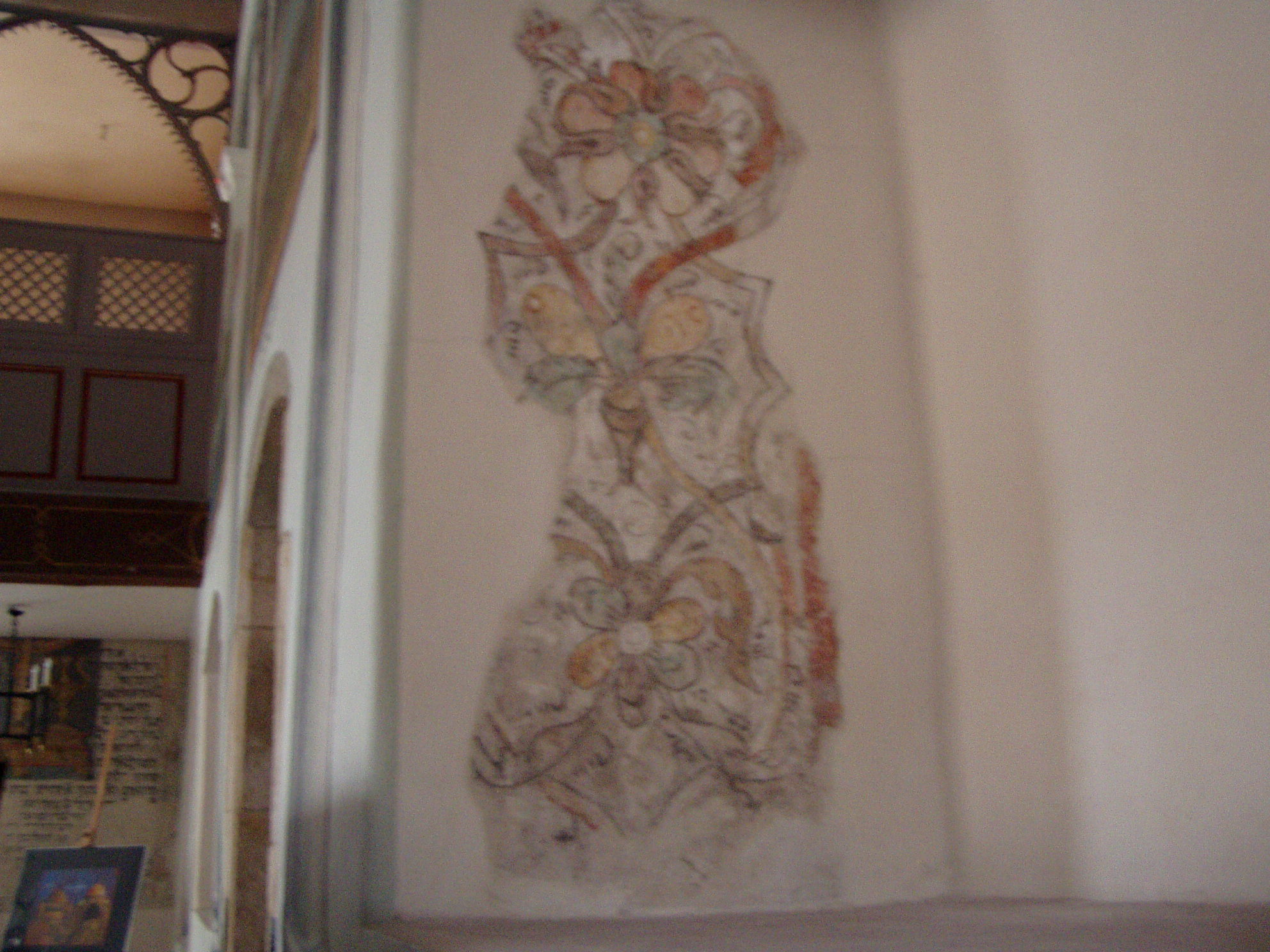
Zachowane polichromie
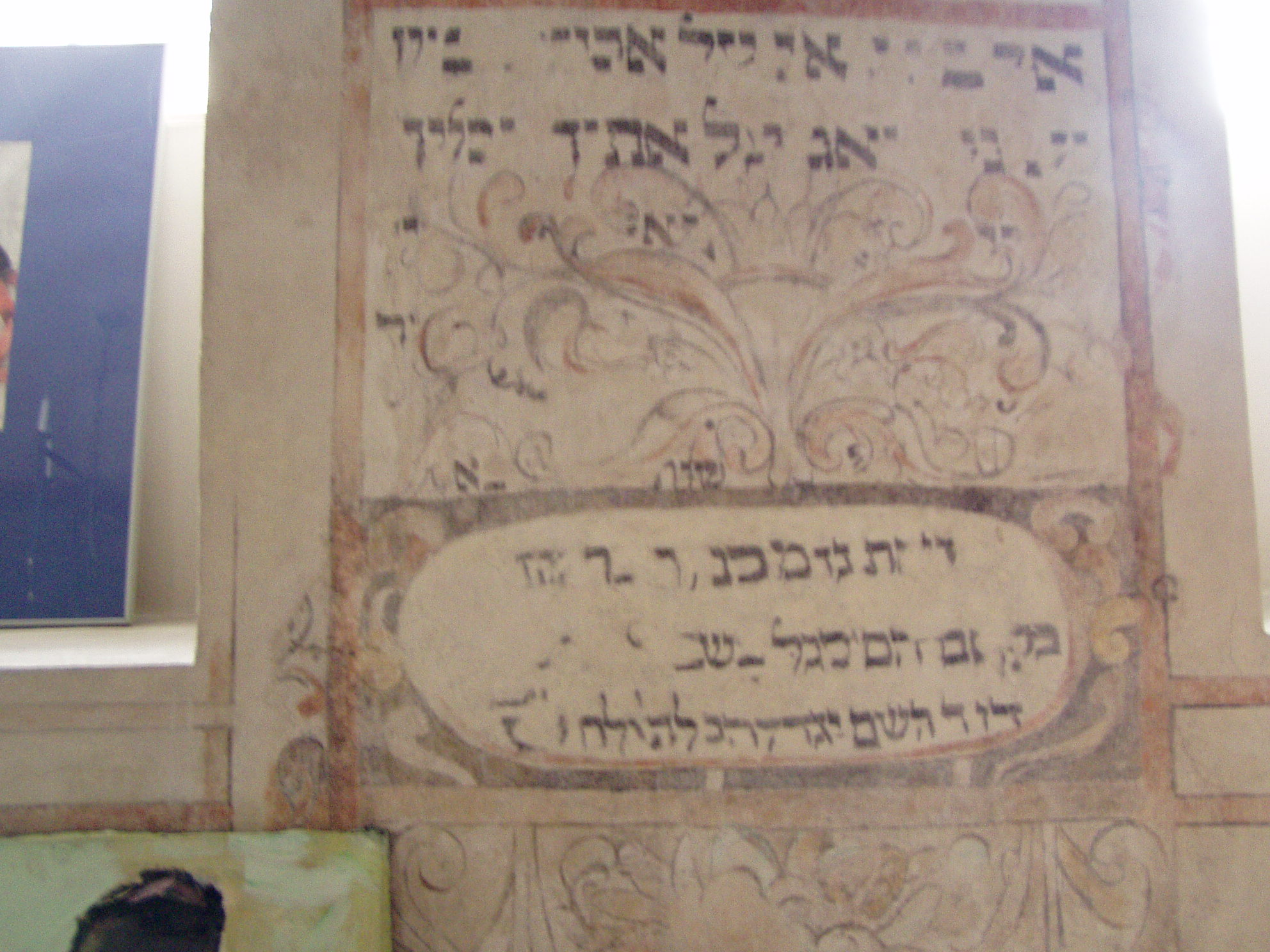
Zachowane polichromie